# Legoland Deutschland Resort
Koordinaten: 48° 25′ 28″ N, 10° 17′ 56″ O
Das Legoland Deutschland Resort ist ein Freizeit- und Themenparkresort in Günzburg im schwäbischen Landkreis Günzburg in Bayern. Der Legoland-Park in Günzburg ist, nach Billund, Windsor und Carlsbad, der vierte Legoland-Freizeitpark weltweit. Das Legoland Deutschland ist mit rund 1,6 Millionen Besuchern nach dem Europa-Park in Rust, dem Phantasialand in Brühl bei Köln, dem Heide Park in Soltau, dem Hansa Park in Sierksdorf und dem Moviepark in Bottrop der sechstmeistbesuchte Freizeitpark in Deutschland. Das Legoland ist gemäß dem AECOM-Theme-Index 2023 auf Platz 20 der besucherstärksten Freizeitparks in Europa.
Im Legoland Deutschland sind in 11 Themenbereichen 64 Attraktionen und tausende Modelle aus mehr als 55 Millionen Lego-Steinen den Besuchern geboten. Zum Resort gehört zudem das Legoland Feriendorf mit 4 Hotels, Ferienhäusern und einem Campingplatz. Im Jahr 2024 wurde direkt neben dem Legoland Deutschland-Resort ein Peppa-Pig-Park eröffnet.

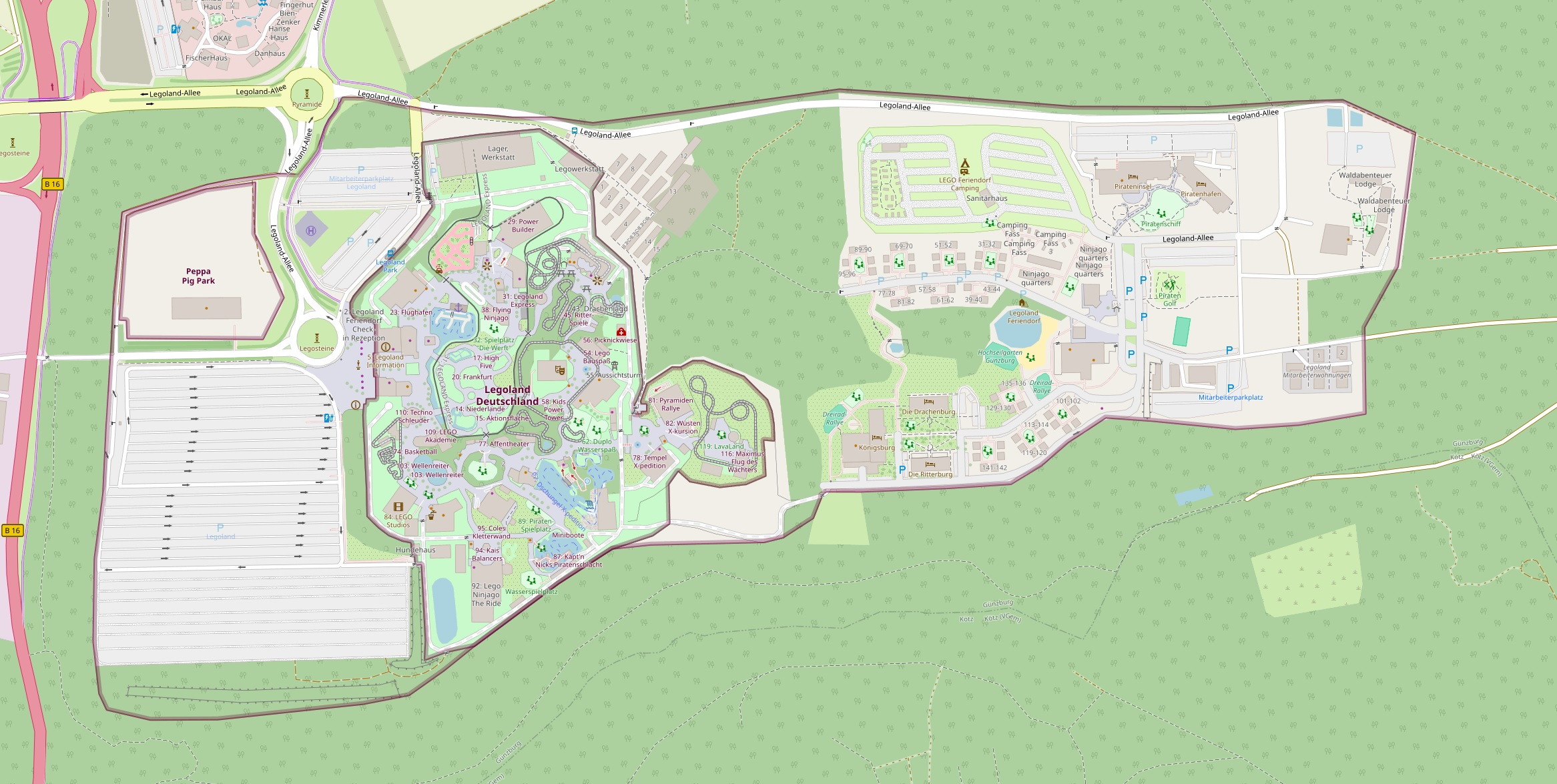
Übersichtskarte Legoland Deutschland

## Geschichte
Am 9. September 1999 kündigte der dänische Lego-Konzern an, einen vierten Legoland Park im bayrischen Günzburg zu errichten. Der Konzern entschied sich damit gegen einen Standort im japanischen Tokio. Bis zu diesem Zeitpunkt gab es bereits Legoland-Freizeitparks in Billund (Dänemark), Windsor (England) und in Carlsbad (Kalifornien, USA). Gründe für den Standort in Günzburg waren die zentrale Lage in Mitteleuropa und die wirtschaftlich starke Situation Süddeutschlands. Zudem ausschlaggebend waren damals die sehr gute Verkehrsanbindung durch die Autobahn A8, den IC-Haltepunkt Günzburg und das große Einzugsgebiet für Besucher aus München, Stuttgart und Augsburg.

Logo des Legoland Deutschland Resorts

Als militärische Konversionsfläche musste das Gelände für das zukünftige Legoland zunächst von dort vergrabenen Bomben gereinigt werden In diesem Muna-Gelände der Luftwaffe wurden zu Zeiten des Zweiten Weltkrieges durch US-Soldaten ca. 60.000 Bomben, 33.800 Granaten und 2800 Panzerfäuste vergraben. Spezialisten, welche die Bomben innerhalb von zwei Jahren beseitigten, fanden während den Säuberungsarbeiten ca. 16,5 Millionen Einzelstücke der Überreste von Bomben. Die Säuberung des Geländes kostete 34 Millionen D-Mark. Am 27. Oktober 2000 fand der Spatenstich unter anderem mit dem ehemaligen Ministerpräsidenten Bayerns Edmund Stoiber statt. Der erste Spatenstich wurde durch einen achtjährigen Jungen aus Günzburg zusammen mit dem ehemaligen Lego-Chef Kjeld Kristiansen durchgeführt.
Am 17. Mai 2002 konnte der damalige Chef des Projektes, John Jaboksen, dank guter Witterung während des Baus, 9 Monate früher das Legoland Deutschland mit über 40 Attraktionen eröffnen. Zu dieser Zeit war der Freizeitpark das größte Legoland der Welt mit einem Investitionsvolumen von knapp 153 Millionen Euro. Im ersten Jahr besuchten das Legoland 1,3 Millionen Gäste und mehr als 20.000 Jahreskarten wurden verkauft.
Im Jahr 2005 wurden die vier Legoland Parks in Dänemark, Großbritannien, USA und Deutschland an den US-Kapitalfonds Blackstone verkauft, nachdem die Lego-Group Verluste von rund 174 Millionen Euro im Jahr 2003 schrieb. Die Parks wurden damit in die europäische Blackstone-Tochter Merlin Entertainments eingegliedert. Die Merlin Entertainments Group setzte sich das Ziel, das Legoland Deutschland in ein umfassendes Ausflugsziel mit Übernachtungsmöglichkeiten und zusätzlichen Attraktionen auszubauen.
Am 21. März 2007 öffnete der neue Themenbereich „Land der Piraten“ nach dem Erfolg dieses Konzeptes im Legoland Kalifornien im Legoland in Günzburg. Hauptattraktion des Bereiches ist ein Splash Battle von Mack Rides.
Im Jahr 2008 eröffnete das Legoland Deutschland Resort die ersten Übernachtungsmöglichkeiten. Das Legoland Feriendorf umfasste auf dem 80.000 Quadratmeter großen Gelände östlich des Freizeitparks zunächst 50 Ferienhäuser und einen Campingplatz. Eröffnungsdatum des Feriendorfes war der 18. Juni 2008.
Zum zehnten Geburtstag des Legolands zog im Jahr 2012 die Attraktion Flying Ninjago in den Park ein. Zu diesem Zeitpunkt war diese Attraktion eine Weltneuheit des Herstellers Gerstlauer aus Münsterhausen.
Im Jahr 2019 kaufte die Lego Gruppe die Parks von der Merlin Entertainments Group zurück, sodass nun wieder alle Legoland Parks und anderen Merlin-Attraktionen dem Lego-Konzern gehören. Zudem löste Manuela Stone, die vorherige Direktorin des Gastronomiebereichs, welche seit 2002 im Park beschäftigt ist, den vorherigen Geschäftsführer Martin Kring ab.
Die Covid-19-Pandemie im Jahr 2020 führte dazu, dass das Legoland Deutschland erst zwei Monate später als geplant und nur mit einem Viertel der normalen Kapazität öffnen konnte. Zudem mussten die Gäste im Park und auf den Attraktionen einen Mund- und Nasenschutz benutzen. Während des Lockdowns 2020 wurden 700 saisonale und festangestellte Mitarbeiter des Parks in Kurzarbeit geschickt. Im Laufe der Saison konnte die erlaubte Anzahl der Besucher auf 50 % der Maximalkapazität angehoben werden. Gemäß Geschäftsführerin Manuela Stone erlebte das Legoland das schlechteste Jahr seit Eröffnung des Freizeitparks, da Oster- und Herbstferien geschlossen werden musste. Es wurden nur 750.000 Besucher verzeichnet.
Nach einer weiteren pandemiebedingten Schließung im darauffolgenden Jahr 2021 öffnete das Legoland Deutschland, exakt 220 Tage nach der Schließung im Vorjahr, am 10. Juni 2021 ebenfalls verspätet in die neue Saison. Trotz pandemiebedingter Einschränkungen erreichte der Park 900.000 Besucher, rund 20 % mehr als im Jahr zuvor, jedoch nur etwas mehr als die Hälfte des Niveaus von 2019.
2022 erweiterte das Legoland das Feriendorf um „Ninjago“-Quartiere. Merlin Entertainments investierte über 14 Millionen Euro in den Bau von 72 Familienzimmern für 288 Gäste und die energetische Sanierung von 36 Themenhäusern. Die Arbeiten wurden am 3. Juni 2022 abgeschlossen und von der Geschäftsführerin eröffnet. Am 21. Mai 2022 feierte der Park sein 20-jähriges Jubiläum mit einer Parade.
Im Jahr 2023 eröffnete das Legoland Deutschland Resort den neuen Themenbereich Lego Mythica. Das Highlight dieses Bereichs ist der Wingcoaster „Maximus – Der Flug des Wächters“, die erste Achterbahn mit Inversionen in einem Legoland Park. Diese Attraktion stellt die erste neue Achterbahn im Legoland Deutschland seit 20 Jahren dar.
Im Jahr 2024 wurde der Peppa Pig Park Günzburg als eigenständiger Freizeitpark neben Legoland eröffnet, der erste seiner Art in Europa und speziell auf jüngere Besucher ausgerichtet. Zusätzlich erweiterte das Legoland Feriendorf seine Übernachtungsangebote um die Waldabenteuer Lodge, die Gästen ein einzigartiges Erlebnis mit Augmented-Reality-Elementen bietet.
Merlin Entertainments, der Betreiber des Legoland Deutschland Resorts, führte Ende 2024 das dynamische Preismodell (Surge Pricing) ein. Seitdem variieren die Ticketpreise je nach Nachfrage, um Besucherströme besser zu steuern und die Auslastung zu optimieren.

## Betreiber

Logo der Betreibergesellschaft

Von 2002 bis 2005 wurde der Freizeitpark Legoland Deutschland durch die Lego Group aus Dänemark betrieben. Aufgrund finanzieller Engpässe musste das Unternehmen den Park jedoch im Jahr 2005 an den US-amerikanischen Kapitalfonds Blackstone verkaufen. Ab diesem Zeitpunkt wurde der Park von der Merlin Entertainments Group betrieben.
Im Jahr 2019 übernahm der Lego-Konzern durch seinen Investmentarm Kirkbi gemeinsam mit Blackstone und dem Canada Pension Plan Investment Board Merlin Entertainments für 6,6 Milliarden Euro und erhielt somit die Kontrolle über die Freizeitparks zurück. Die operative Leitung der Parks, einschließlich Legoland Deutschland, verbleibt jedoch weiterhin bei Merlin Entertainments.
Neben den Legoland Freizeitparks gehören seit langem auch Attraktionen wie Chessington World of Adventures, die Sea-Life-Aquarien, das Alton Towers Resort, Madame Tussauds, Gardaland, Heide Park Soltau und Thorpe Park zum Portfolio von Merlin Entertainments. Diese Struktur blieb auch nach der Übernahme durch Kirkbi, Blackstone und den Canada Pension Plan Investment Board im Jahr 2019 unverändert.

## Attraktionen im Resort
Das Legoland Deutschland Resort beherbergt folgende Attraktionen auf seinem Gelände:
- Legoland Deutschland
- Peppa Pig Park
- Legoland Feriendorf

## Legoland Deutschland

### Themenbereiche

Themenbereiche
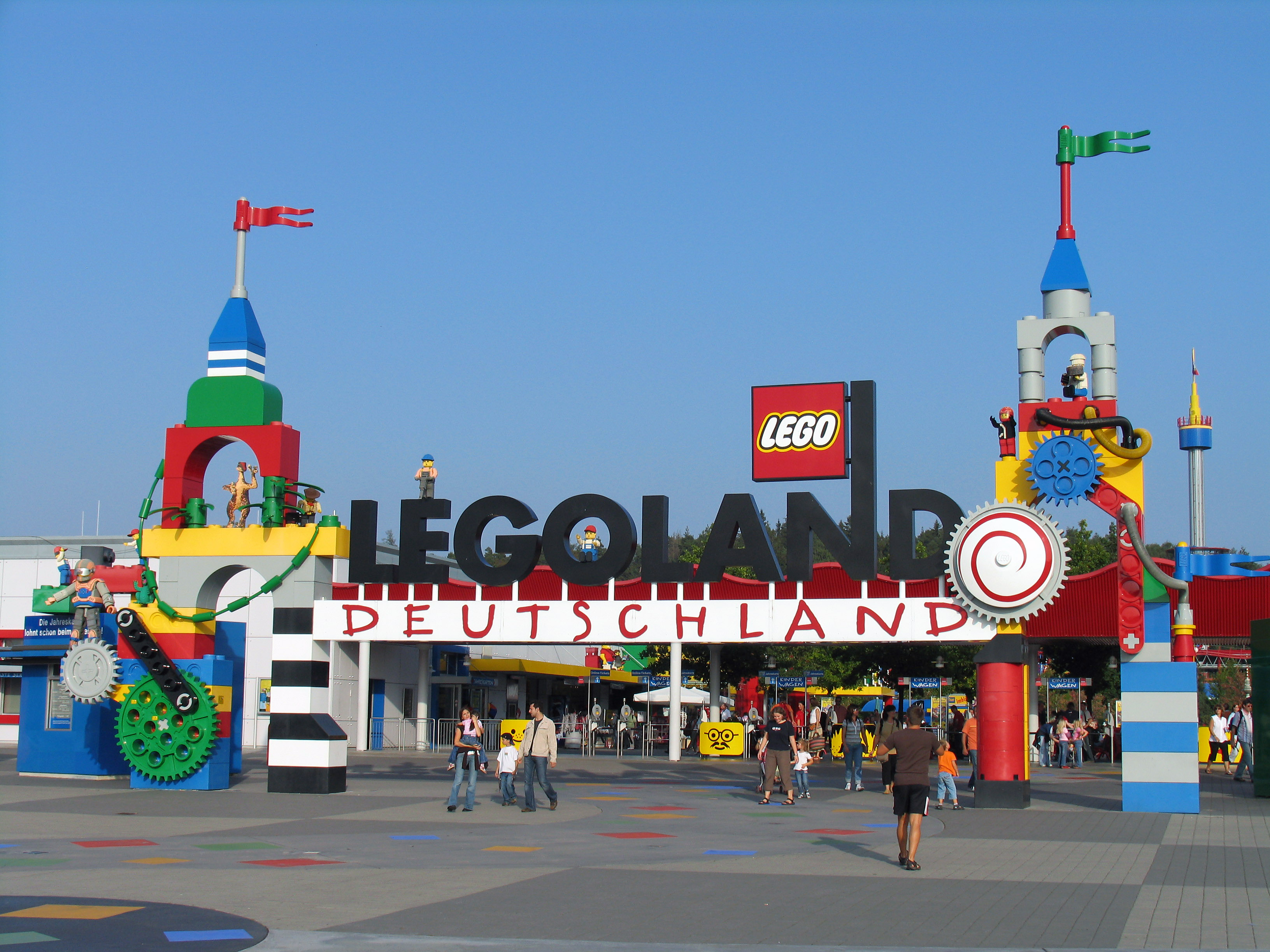
Eingangsbereich
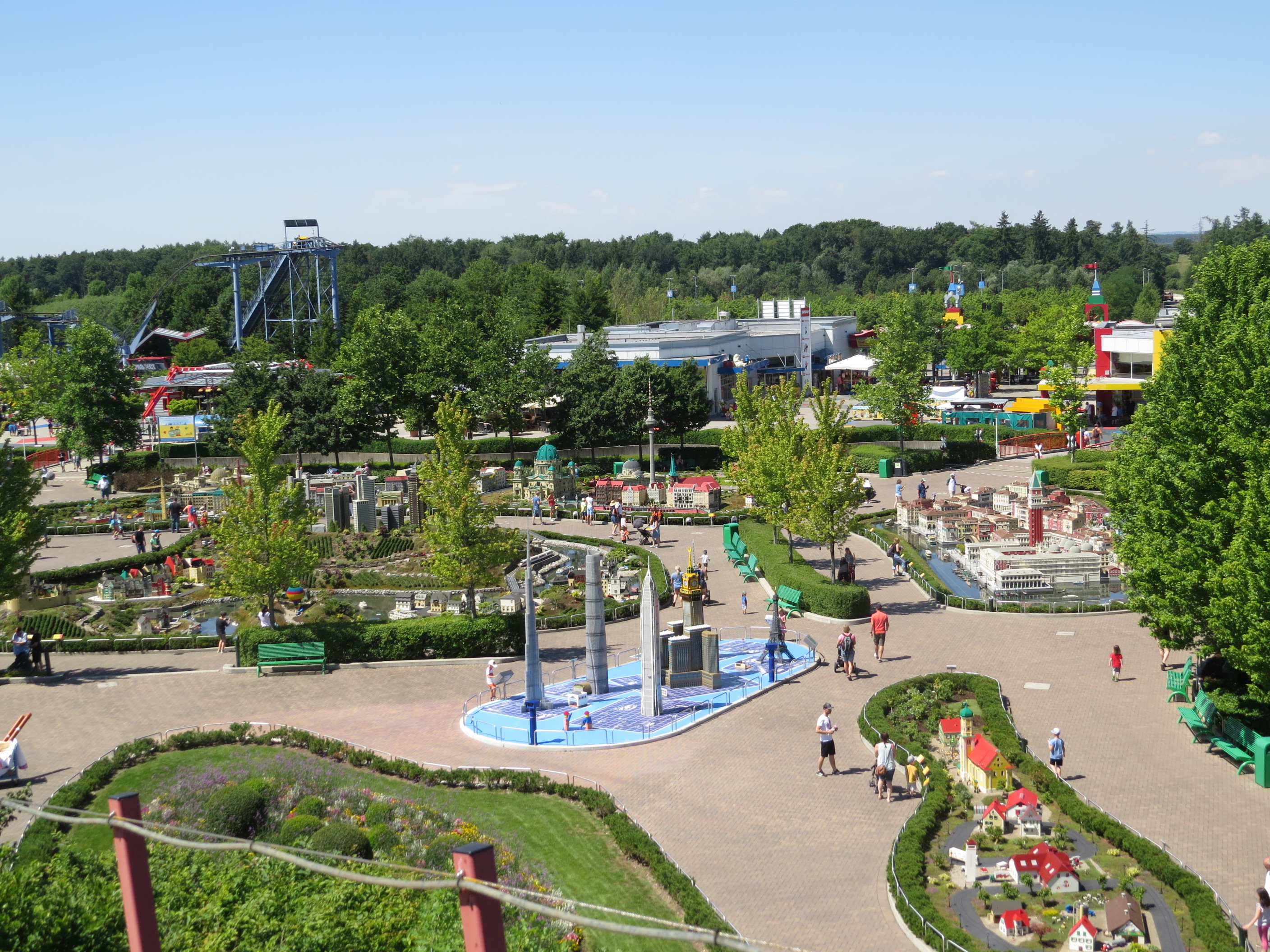
Miniland
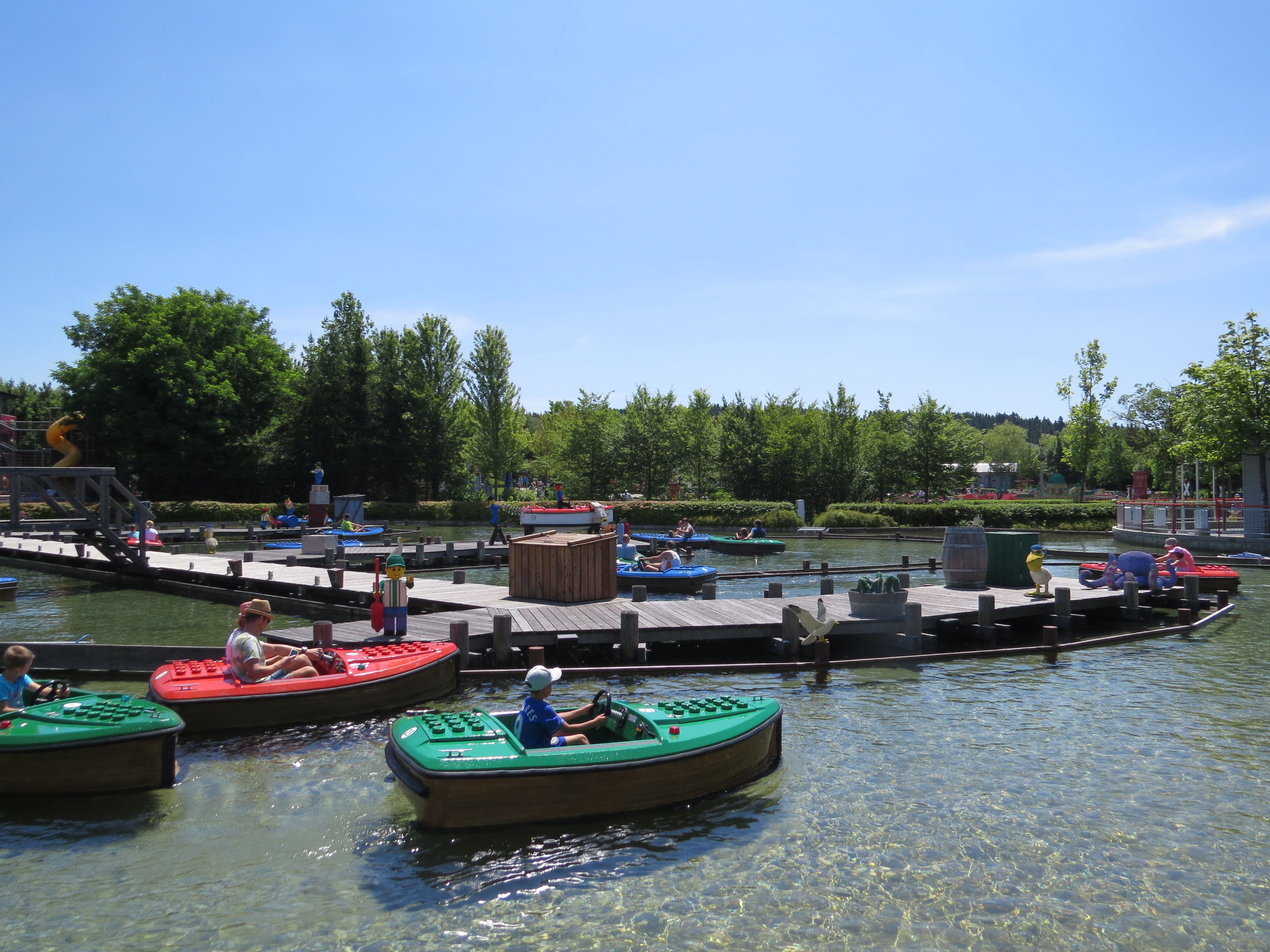
Lego City
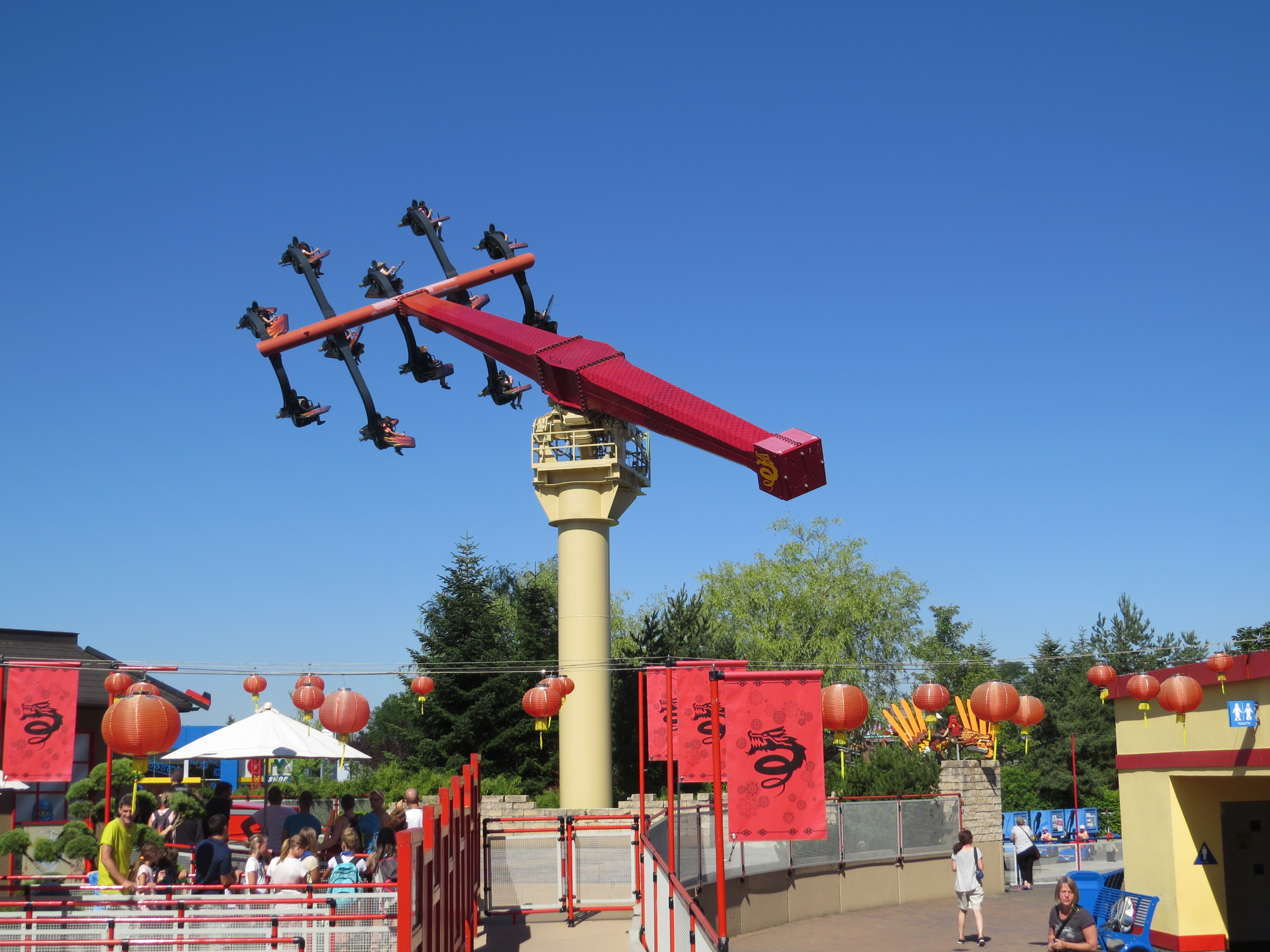
Little Asia
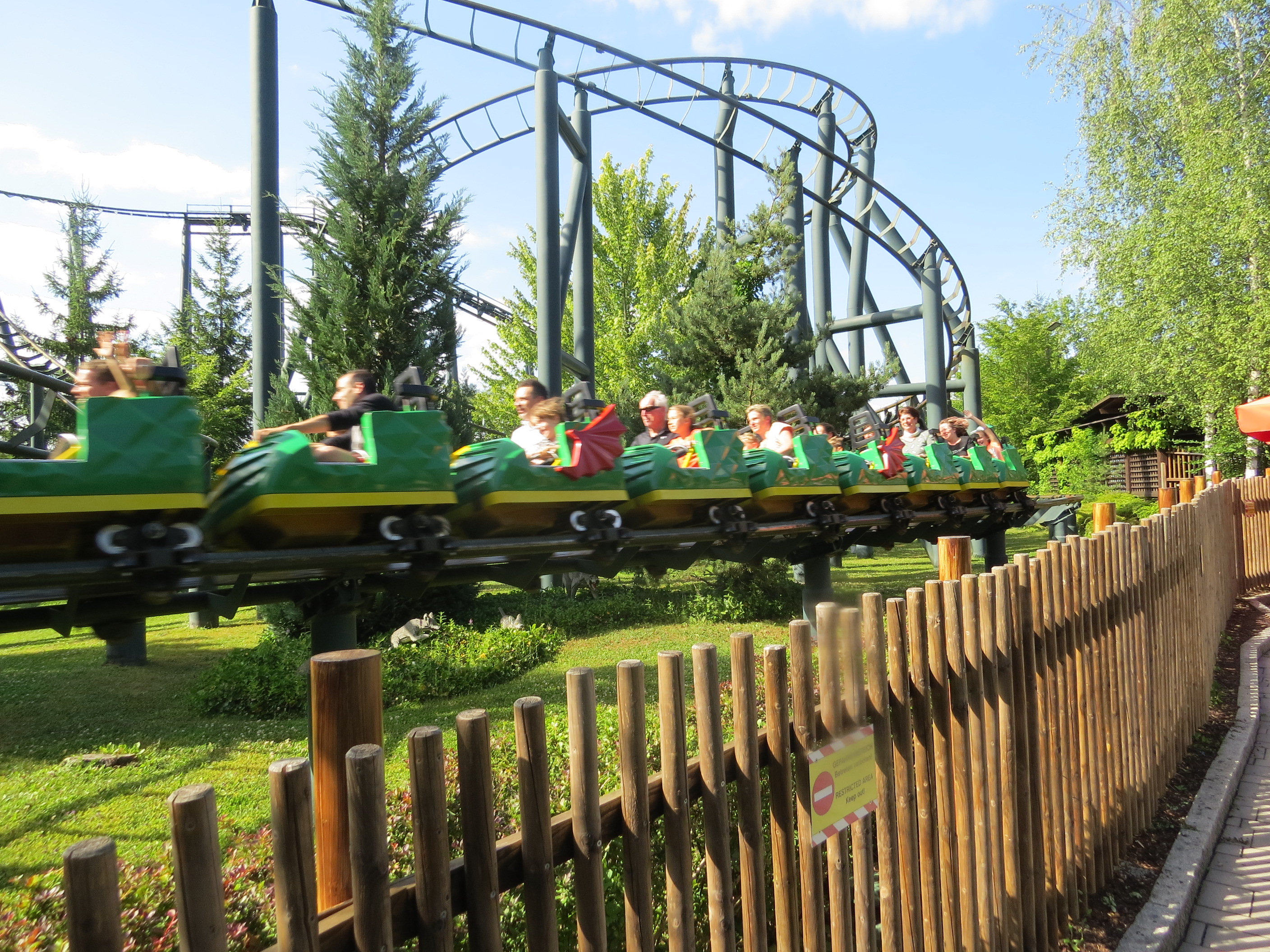
Land der Ritter
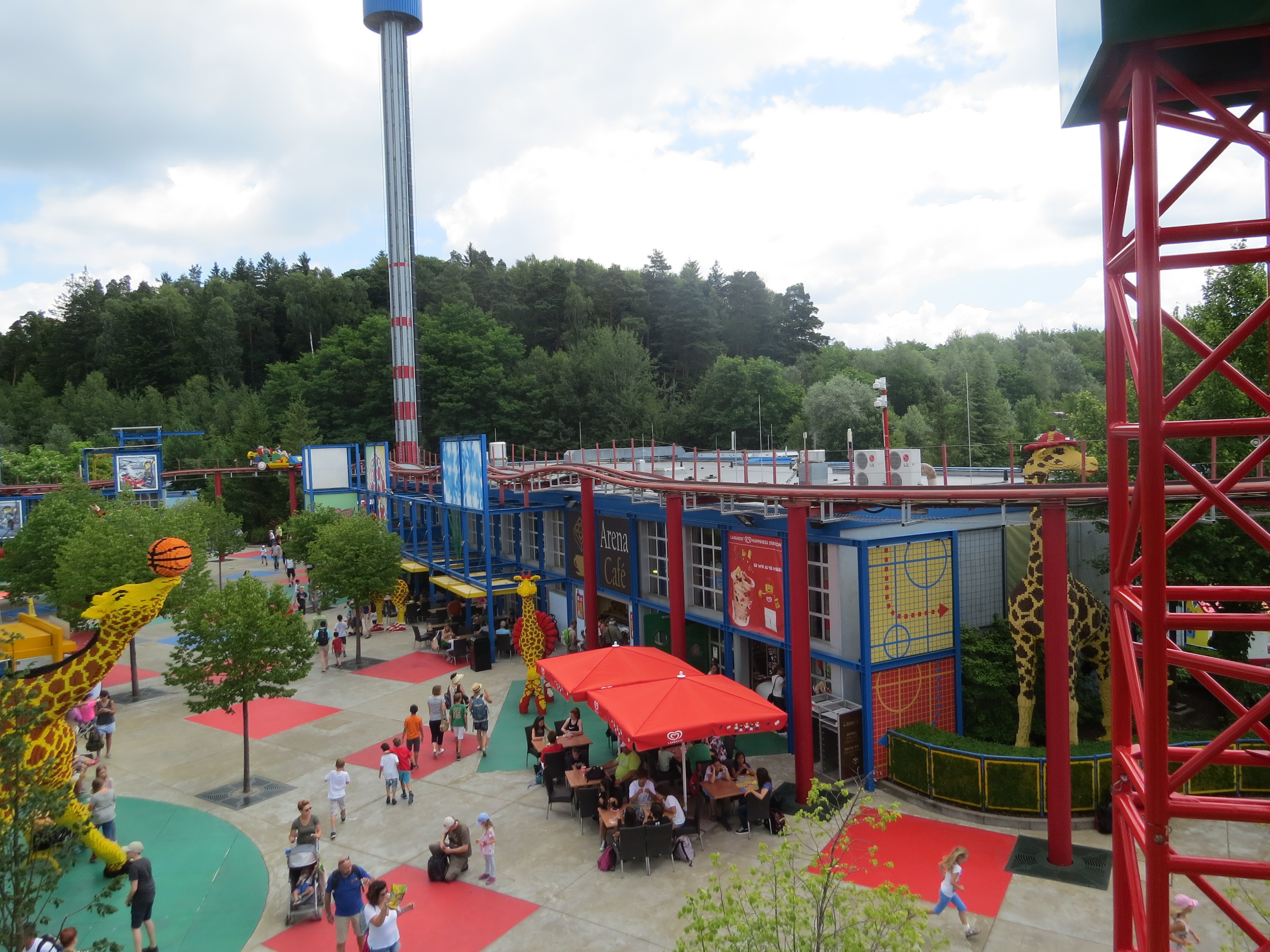
Imagination
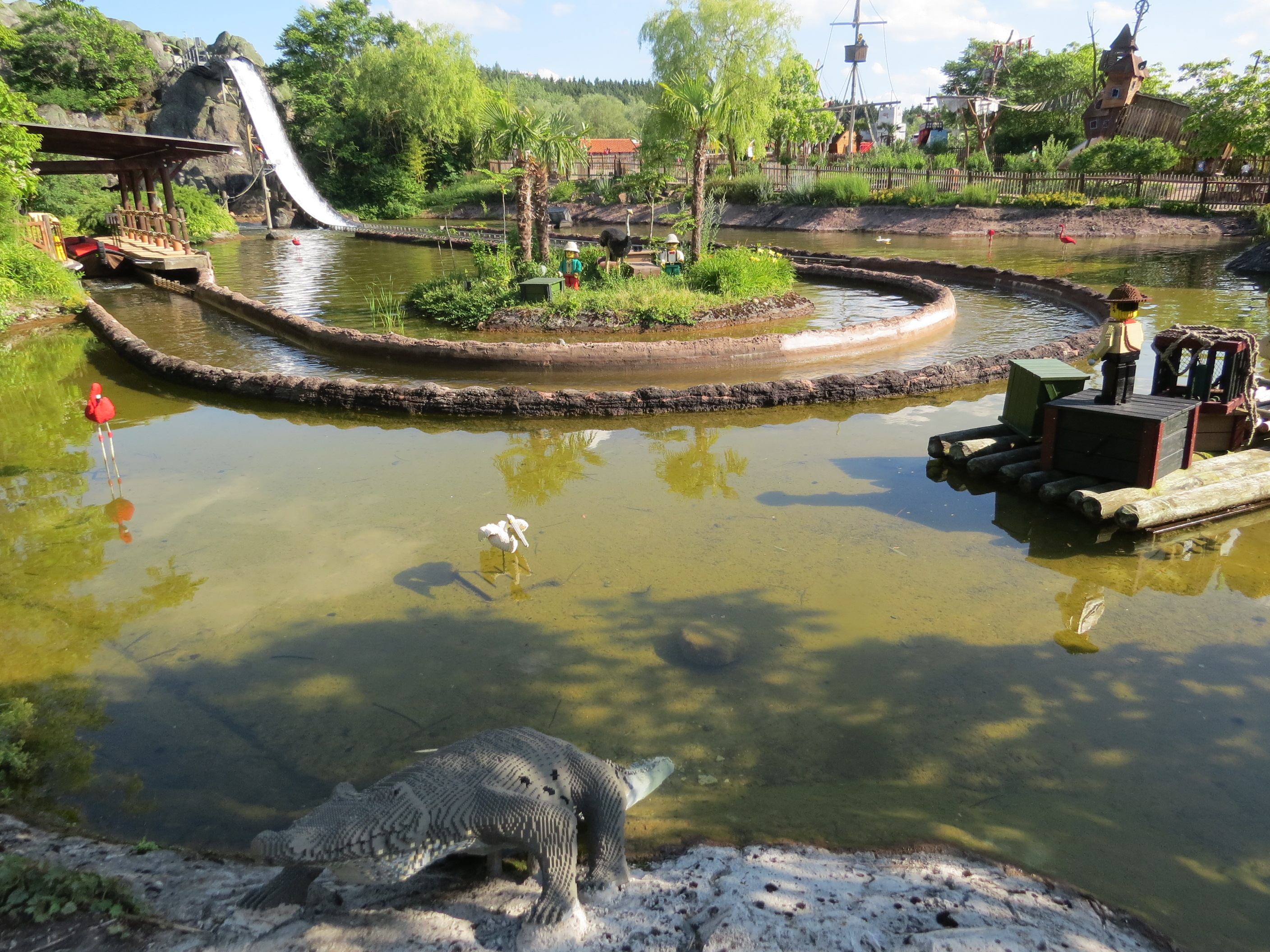
Land der Abenteurer
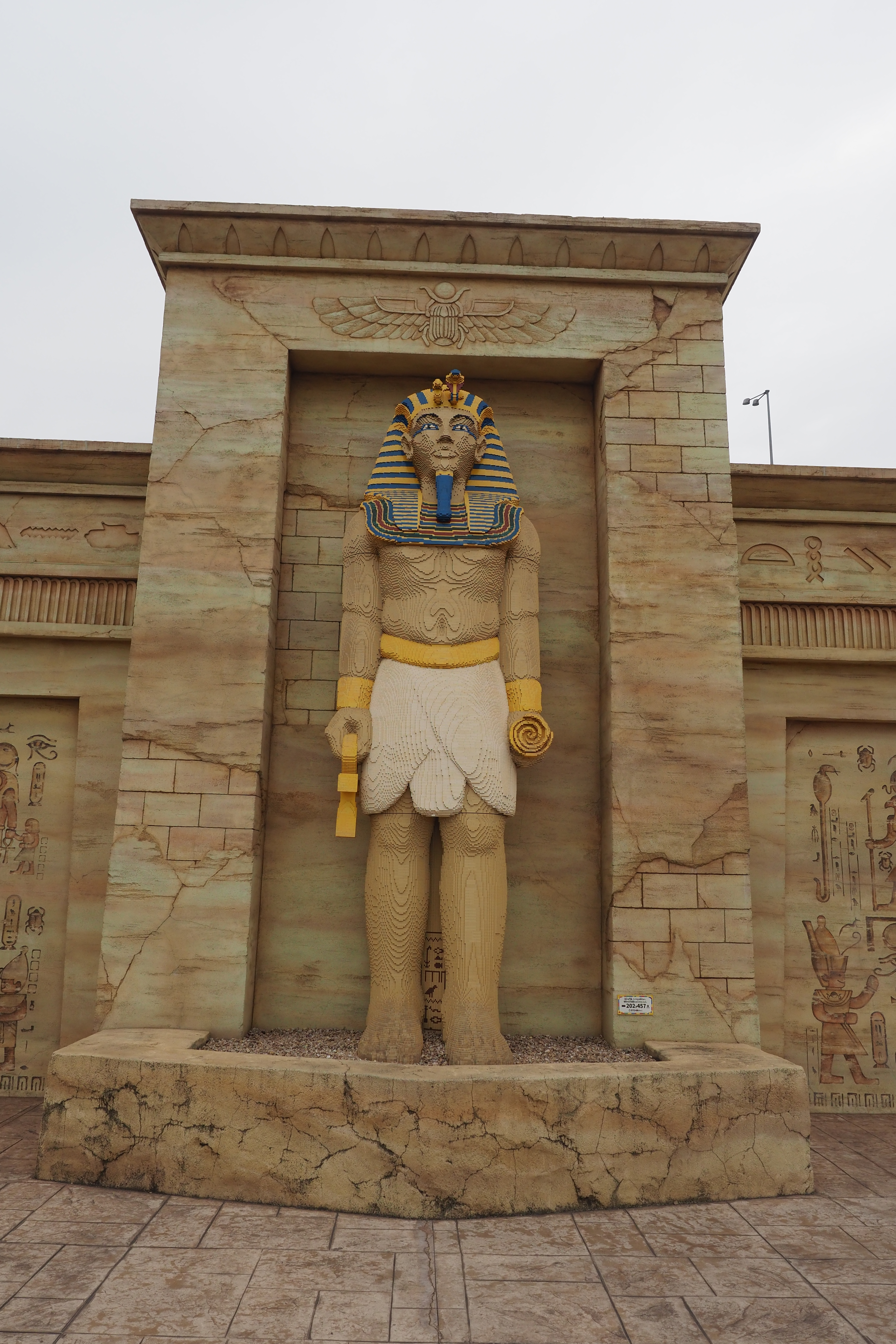
Land der Pharaonen
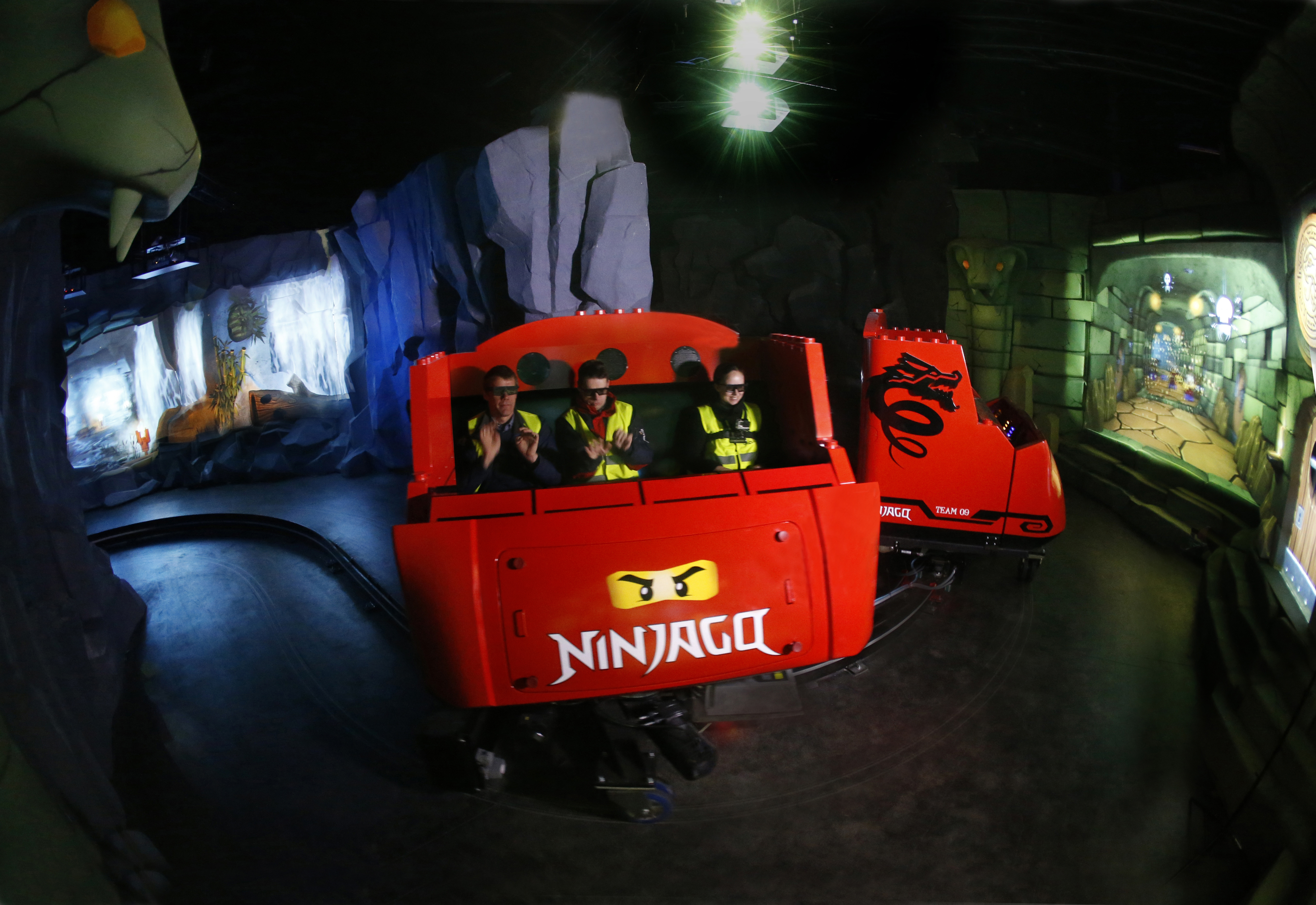
Lego Ninjago World
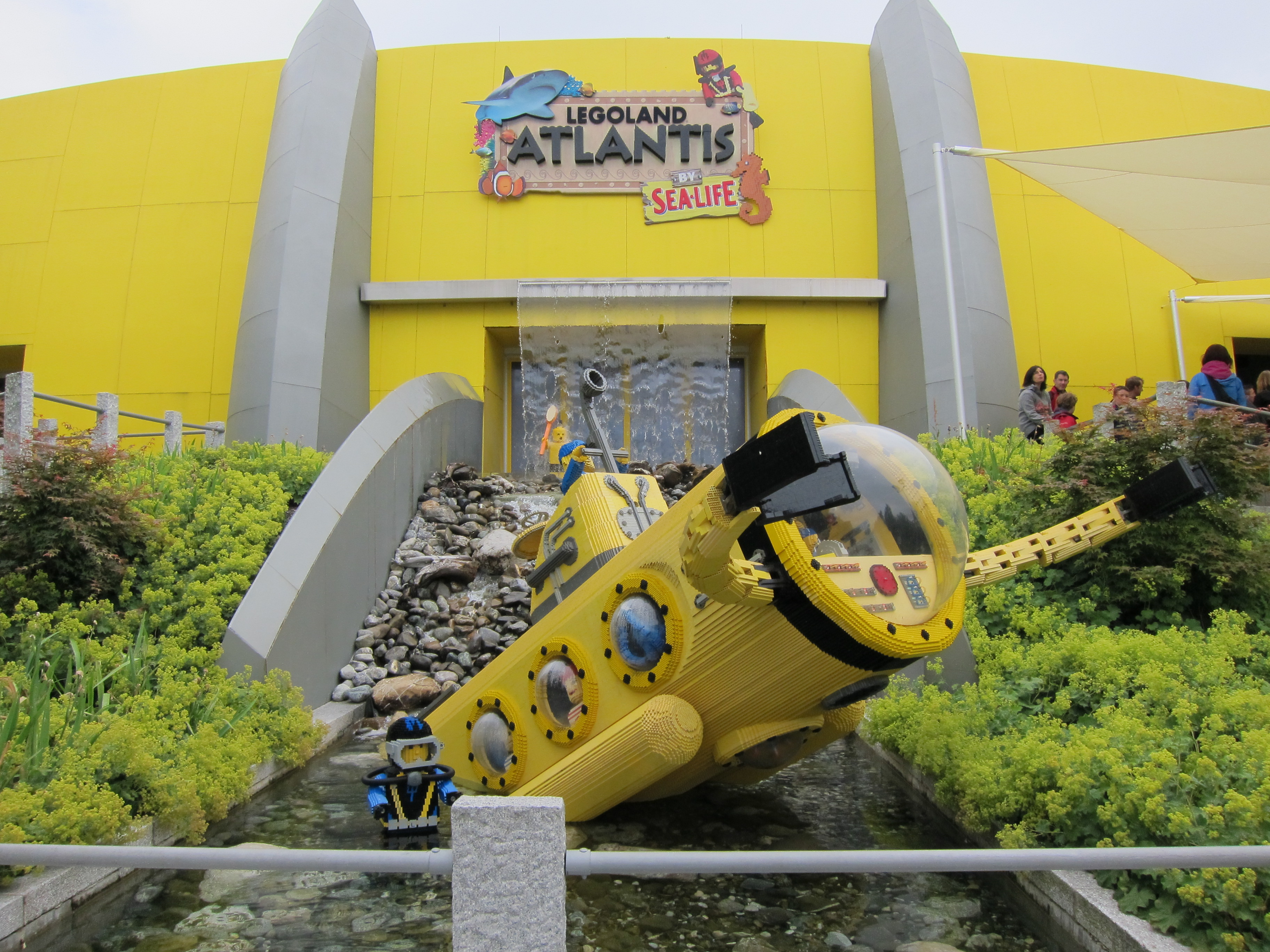
Lego X-treme
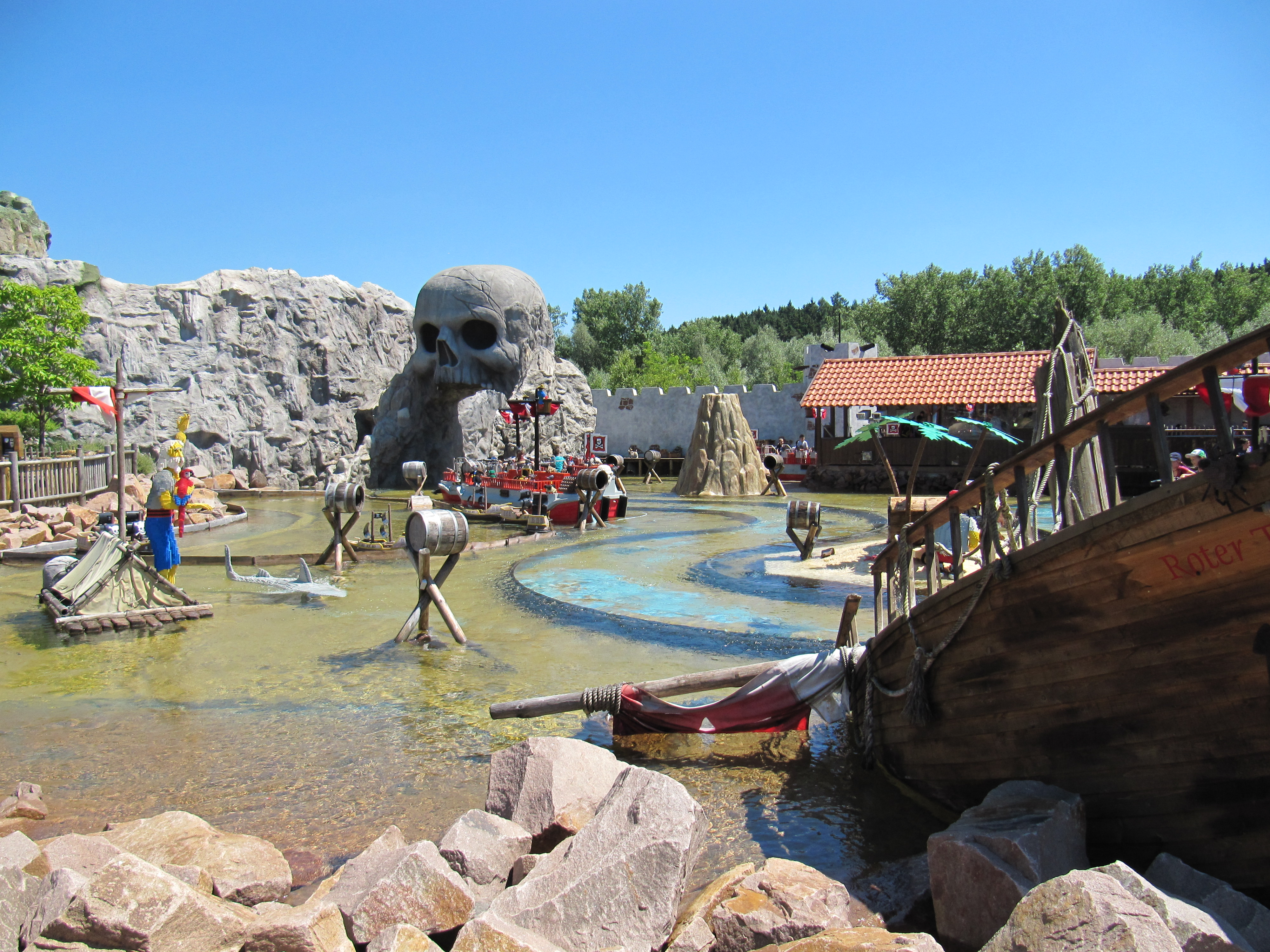
Land der Piraten

#### Eingangsbereich
Der Eingangsbereich von Legoland Deutschland in Günzburg ist der erste Bereich, den Besucher beim Betreten des Parks durchlaufen. Hier befinden sich drei Shops mit verschiedenen Produkten sowie ein Café mit Speiseangeboten. Zudem gibt es Schalter für Touristeninformationen, den Verkauf von Express-Pässen und Jahreskarten. Links vor dem Haupteingang können Gäste im Legoland Feriendorf einchecken, das Unterkünfte wie Themenzimmer, Ferienhäuser und Campingmöglichkeiten bietet. Ein Sparkassen-Automat ermöglicht das Abheben von Bargeld. Vom Eingangsbereich aus gelangen Besucher zu den weiteren Themenbereichen des Parks.

#### Miniland
Das Miniland im Legoland Deutschland in Günzburg ist ein zentraler Bereich des Parks, der detailgetreue Nachbildungen von Städten, Landschaften und bekannten Bauwerken aus über 25 Millionen handelsüblichen Lego-Steinen zeigt. Diese Modelle wurden von 140 Modelldesignern entworfen und gebaut, wobei das Gesamtgewicht der Konstruktionen etwa 25 Tonnen beträgt. Die meisten Nachbildungen sind im Maßstab 1:20 gehalten, wobei in einigen Fällen Abweichungen gewählt wurden, um die Größe der Modelle an den verfügbaren Platz anzupassen. Für die Stromversorgung und Signalübertragung wurden rund 30.000 Meter Kabel verlegt. Die Wasserbecken im Miniland, die beispielsweise Flüsse oder Häfen darstellen, benötigen fünf Tage, um vollständig gefüllt zu werden. Besucher konnten durch Knopfdruck verschiedene Aktionen auslösen, wie das Aufsteigen eines Heißluftballons, das Bewegen von Fahrzeugen oder das Aktivieren von Wassereffekten. Dies ist aber durch Vernachlässigung der Pflege nicht an allen möglich. Folgende Modelle gibt es im Miniland zurzeit:
| Abgebildeter Ort           | Bild | Beschreibung |
| -------------------------- | ---- | --- |
| Allianz Arena              |      | Das Modell der Allianz Arena besteht seit dem 12. Mai 2005 und wurde zusammen mit Karl-Heinz Rummenigge und Wolfgang Hauner enthüllt. In 4.209 Arbeitsstunden wurden über 1 Million Lego-Steine mit einem Gewicht von 1,5 Tonnen nach Original-Bauplänen verbaut um das Fußballstadion zu repräsentieren. Mit einer Grundfläche von 5 × 4,5 m, 1 m Höhe (Maßstab 1:50) und 1,5 t Gewicht ist die Allianz Arena eines der größten Lego-Modelle der Welt. Für die Arena wurde ausnahmsweise ein Sonderstein entwickelt, damit die Arena in der Nacht mit Hilfe von 5.000 LEDs in rot oder blau beleuchtet werden kann. In der Arena sitzen 30.000 Minifiguren auf den Zuschauerplätzen. Die Lego-Arena war das erste Lego-Modell eines berühmten Bauwerkes, welches vor dem Original fertiggestellt wurde. |
| Augsburger Rathaus         |      | Im Jahr 2015 wurde das Augsburger Rathaus am nördlichen Rand des Minilands hinzugefügt. Das Modell ist rund 75 Kilo schwer und wurde aus 32.000 Steinen erbaut. |
| Berlin                     |      | Deutschlands Hauptstadt wurde im Legoland im Maßstab 1:20 nachgebaut. Die folgenden Sehenswürdigkeiten sind hier nachgebaut: Brandenburger Tor, Pariser Platz, Reichstag, Zoologischer Garten, Hackesche Höfe, Unter den Linden, Fernsehturm, Alexanderplatz, Berliner Dom, Nikolaiviertel, Gedächtniskirche, Museumsinsel, Tiergarten, Rotes Rathaus und Siegessäule. Ein Teil der Berliner Straßenbahn wurde nachgebildet. Für das Reichstagsgebäude wurden 1.069.937 Steine verbaut und 1.858 Stunden Bauzeit investiert. Das Gebäude wiegt ein Tonne und hat eine Grundfläche von 12 m². |
| Frankfurt                  |      | Mit ungefähr 926.000 Steinen wurde Mainhattan im Miniland dargestellt. Gezeigt werden die Geschäfts- und Bankentürme der Stadt Frankfurt am Main und deren Altstadt. Es wird der Commerzbank Tower, der Messerturm, das Trianon, der Westend Tower und der Römer dargestellt. |
| Hamburger Hafen            |      | Der seit Eröffnung des Legolands bestehende Hamburger Hafen wurde aus 367.400 Lego-Steinen mit einem Gesamtgewicht von 417,5 kg zusammengebaut. Zudem wurde das Segelschiff SS Rickmer Rickmers (74.000 Steine) und die Cap San Diego nachgebildet. Um den Hamburger Hafen zu füllen, werden 146.000 Liter Wasser benötigt. |
| High Five                  |      | Im Jahr 2016 wurden die High Five, die fünf höchsten Wolkenkratzer der Welt, mit über 400.000 Steinen im Maßstab 1:150 nachgebildet. Es werden folgende Hochhäuser gezeigt: Burj Khalifa (Dubai, VAE), Ping An Finance Center (Shenzhen, China), Shanghai Tower (Shanghai, China), Makkah Royal Clock Tower Hotel (Mekka, Saudi-Arabien), One World Trade Center (New York City, USA). |
| Lego Fortnite              |      | Zur Saison 2025 zog ein aus 73.000 Teilen bestehender Fortnite Dino in das Miniland ein. Der Dino ist 2,30 Meter lang und knapp einen Meter hoch. |
| Niederlande                |      | Im Niederländischem Miniaturbereich werden die Stadt Amsterdam und die Teile der niederländische Landschaft dargestellt. In den Gewächshäusern dieses Modells wurden 6.285 Lego Tulpen integriert. |
| Schloss Neuschwanstein     |      | Das Schloss Neuschwanstein wurde in der zweiten Saison der Legolands im April 2003 eröffnet und wurde im Maßstab 1:30 und mit über 300.000 Lego-Steinen erbaut. Das Schloss ist 4,5 m lang und 3 m hoch. Dieses Modell ist das erste, welches komplett im Legoland Deutschland in der Modellwerkstatt entworfen und erbaut wurde. |
| Schwäbische Dorflandschaft |      | In diesem Bereich des Minilands wurde die in Ziemetshausen beheimatete Wallfahrtskirche Maria Vesperbild nachgebaut. Neben der Kirche wurde eine schwäbische Dorflandschaft nachgebaut. |
| Schweiz                    |      | Im Miniland wurde die Schweizer Landschaft, das Berner Oberland, rund um die Stadt Luzern nachgebildet. Es wurde der Bahnhof Maienfeld und die Bergstation Schilthorn dargestellt. |
| Venedig                    |      | In diesem Bereich finden sich unter anderem der Dogenpalast, der Markusturm und der Markusdom. Weiterhin werden die Colonna di San Todaro und der Karneval in Venedig dargestellt. |

Die Modelle des Minilandes werden regelmäßig gewartet und gelegentlich um neue Modelle erweitert, um aktuelle oder besonders beliebte Motive aufzunehmen. Folgende Modelle wurden wieder aus diesem Grund wieder abgebaut:
| Abgebildete Ort   | Bild | Beschreibung |
| ----------------- | ---- | --- |
| Lego Star Wars    |      | Von Juni 2011 bis zur Saison 2019 befanden sich am südlichen Ende des Minilands mehrere Modelle aus der Star-Wars-Welt auf einem 140 m² großem Gebiet. Es wurden die sieben bekanntesten Szenen aus sechs Star Wars Filmen und der Animationsserie Star Wars: The Clone Wars nachgestellt. Die Modelle bestanden aus 1,5 Millionen Lego-Steinen und wurden von acht Modelldesignern und zwei Animationselektronikern im Maßstab 1:20 erstellt. Folgende Modelle wurden unter anderem ausgestellt: - Millennium Falcon (19.200 Steine und 143 Stunden Bauzeit) - Tatooine - Theed Royal Palace (15.000 Steine) - Theed Hangar - Clone Turbo Tank (10.180 Steine) |
| Flughafen München |      | Der Flughafen München wurde im Miniland von 2002 bis 2015 dargestellt und wich im Jahr 2015 für den Neubau der High Five Modelle. |

Die Modellbauwerkstatt des Legoland Deutschland ist ein nicht-öffentlicher Bereich, in dem Lego-Modelle für das Miniland sowie den restlichen Park und das Feriendorf erstellt, gewartet und repariert werden. Hier arbeiten Modelldesigner und -bauer ganzjährig an der Instandhaltung bestehender Modelle und der Entwicklung neuer Kreationen. Beschädigte oder verblasste Modelle werden restauriert, fehlende Steine ersetzt und größere Projekte, wie saisonale Installationen, vorbereitet. Die Werkstatt verfügt über Arbeitsbereiche für Detailarbeiten, technische Installationen und die Integration von Beleuchtung oder beweglichen Elementen. Zudem dient sie als Lager für Ersatzteile und ausrangierte Modelle, die für zukünftige Projekte genutzt werden können.

#### Lego City
Der Themenbereich Lego City orientiert sich an der Lego City-Produktreihe des Lego-Konzerns und stellt eine städtische Umgebung mit verschiedenen Attraktionen und Aktivitäten dar.
Im Jahr 2004 führte Legoland Deutschland als erster Legoland-Park zwei Kuka Robocoaster in diesem Themenbereich ein. Diese Fahrattraktion, ursprünglich als Bionicle Power Builder und später als Hero Factory bekannt, besteht aus sechsachsigen Roboterarmen mit Gondeln für jeweils zwei Personen. Die Gäste können ein vorgefertigtes Fahrprogramm aus fünf Intensitätsstufen auswählen, wobei für Personen unter 1,40 m aus Sicherheitsgründen nur zwei Stufen verfügbar sind. Anfänglich war es möglich, über TFT-Bildschirme an Programmierstationen ein individuelles 90-sekündiges Fahrprogramm aus verschiedenen Bewegungssequenzen zusammenzustellen, die durch symbolische Lego-Steine dargestellt wurden. Diese Funktion wurde später zugunsten vorgefertigter Programme eingestellt.
Im Themenbereich Lego City befinden sich zwei Fahrschulen, die in Kooperation mit Hyundai betrieben werden: die Legoland Fahrschule für Kinder von 7 bis 13 Jahren und die Legoland Junior Fahrschule für Kinder von 3 bis 6 Jahren. In der Fahrschule durchlaufen ältere Kinder einen Theorieunterricht und fahren anschließend auf einem Parcours mit Verkehrsschildern, Ampeln und realitätsnahen Verkehrssituationen, um einen Legoland Führerschein zu erhalten. Die Junior Fahrschule bietet jüngeren Kindern eine einfache Strecke, um erste Fahrerfahrungen zu sammeln.
| Bild                               | Name                        | Hersteller        | Typ                     | Eröffnung |
| ---------------------------------- | --------------------------- | ----------------- | ----------------------- | --------- |
|                                    | Flughafen                   | Zierer            | Airplane                | 2002      |
|                                    | Hafen Rundfahrt             | SB International  | Interaktive Wasserfahrt | 2002      |
|                                    | Hyundai Legoland Fahrschule | SB International  | Fahrschule              | 2002      |
| Hyundai Legoland Junior Fahrschule | SB International            | Fahrschule        | 2002                    |           |
|                                    | Lego Fabrik                 | Eigenkonstruktion | Show                    | 2002      |
|                                    | Legoland Express            | Metallbau Emmeln  | ParkExpress 6000        | 2002      |
|                                    | Power Builder               | Kuka              | Robocoaster             | 2004      |
|                                    | Die Werft                   | –                 | Spielplatz              | 2002      |

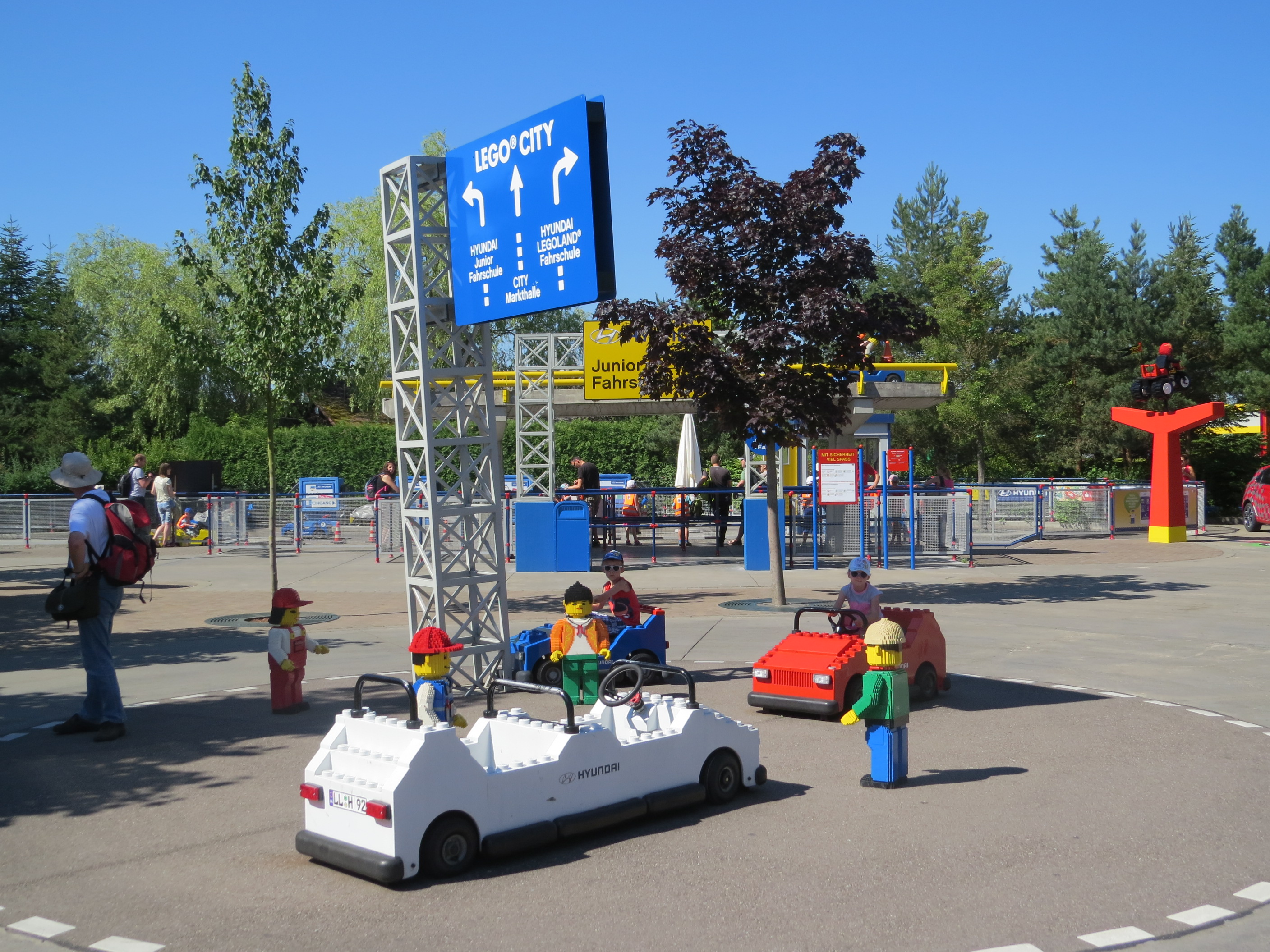
Der Themenbereich Lego City mit der Junior Fahrschule im Hintergrund.

Im Jahr 2014 präsentierte das Legoland Deutschland in Günzburg das weltweit größte Lego-Modell, einen Lego Star Wars X-Wing Starfighter im Maßstab 1:1. Das Modell, bestehend aus 5,3 Millionen Steinen und mit einem Gewicht von 20 Tonnen, war 3,3 Meter hoch, 13 Meter lang und hatte eine Flügelspannweite von über 13 Metern. Zerlegt in 32 Module, wurde es in sechs Containern aus den USA transportiert und vor Ort millimetergenau in der Hero Factory Halle aufgebaut, wobei fünf der zehn Kuka Robocoaster-Roboterarme demontiert wurden, um Platz zu schaffen. Wegen Platzgründen konnten die Kanonen der rechten Flügel nicht montiert werden. Das Modell, das zuvor am New Yorker Times Square und im Legoland California zu sehen war, war vom 5. April bis 2. November 2014 für Besucher zugänglich, bevor es nach Billund weiterreiste.

#### Little Asia
Der Themenbereich Little Asia ist ein kleiner, asiatisch inspirierter Bereich innerhalb des Lego City-Themenbereichs. Er umfasst die Attraktion Flying Ninjago, ein Sky Fly des Herstellers Gerstlauer, das am 24. März 2012 eröffnet wurde. Bei Flying Ninjago steigen bis zu zwölf Fahrgäste in 22 Meter Höhe, erreichen Geschwindigkeiten von bis zu 50 km/h und können durch Körpergewichtverlagerung und Flügelsteuerung Drehungen ausführen. Die Umgebung ist mit Lego-Modellen, wie einem großen Ninjago-Drachen, und asiatischen Gestaltungselementen thematisiert. Zudem gibt es ein Asia-Restaurant, das Speisen im asiatischen Stil anbietet.
| Bild | Name           | Hersteller | Typ     | Eröffnung |
| ---- | -------------- | ---------- | ------- | --------- |
|      | Flying Ninjago | Gerstlauer | Sky Fly | 2012      |

#### Land der Ritter
Der Themenbereich Land der Ritter ist mittelalterlich gestaltet und orientiert sich an der Lego Ritter-Produktreihe. Er umfasst Attraktionen wie die Achterbahn Feuerdrache, die sowohl einen Darkride- als auch einen Outdoor-Bereich bietet, sowie die Drachenjagd, eine gemütlichere Familienachterbahn.
| Bild | Name          | Hersteller       | Typ                             | Eröffnung |
| ---- | ------------- | ---------------- | ------------------------------- | --------- |
|      | Feuerdrache   | Zierer Rides     | Familienachterbahn / Force Five | Mai 2002  |
|      | Drachenjagd   | Gerstlauer       | Junior Coaster                  | Juni 2003 |
|      | Goldsuche     | –                | Goldschürfen                    | 2002      |
|      | Raupenritt    | Zierer           | Berg- und Talbahn               | 2002      |
|      | Ritterturnier | Metallbau Emmeln | Reitbahn                        | 2002      |

#### Imagination
Der Themenbereich Imagination ist auf Kreativität und interaktive Erlebnisse ausgelegt. Zu den Attraktionen gehören die Lego City Polizeistation mit Spiegellabyrinth und Baustationen, der Kids Power Tower zur Erprobung der Muskelkraft und das Tret-o-Mobil, eine pedalgetriebene Hochbahn. Der 50 Meter hohe Aussichtsturm bietet einen Panoramablick, während der Duplo Express und der Duplo Spielplatz für jüngere Kinder konzipiert sind. In der Lego Arena finden Live-Shows statt. Gastronomisch gibt es Pizza Mania! mit italienischen Speisen und das Arena Café mit Getränken und Crêpes. Der Hipp Baby Service stellt Still- und Wickelmöglichkeiten bereit. Bis zum Jahr 2018 gab es im Themenbereich Imagination im Restaurant „Pizza-Mania“ eine Pizzamaschine, die eigens für das Legoland Deutschland in Chicago hergestellt wurde. Das Gerät konnte bis zu 1100 Pizzas pro Stunde vollautomatisch herstellen.
|  | Name                             | Hersteller        | Typ                   | Eröffnung |
|  | -------------------------------- | ----------------- | --------------------- | --------- |
|  | Aussichtsturm                    | Ride Trade        | Super Gyro Tower      | 2002      |
|  | Kids Power Tower                 | Sunkid Heege      | Tower                 | 2002      |
|  | Lego-Arena                       | Eigenkonstruktion | Show                  | 2002      |
|  | Lego City Polizeistation Bauspaß | –                 | Lego-Spielplatz       | 2015      |
|  | Duplo Express                    | –                 | Eisenbahnrundfahrt    | 2002      |
|  | Duplo Spielplatz                 | –                 | Lego Duplo Spielplatz | 2002      |
|  | Duplo Wasserspaß                 | –                 | Wasserspielplatz      | 2002      |
|  | Tret-o-Mobil                     | Caripro           | Tretbahn              | 2002      |

#### Land der Abenteuer
Der Themenbereich Land der Abenteuer im Legoland Deutschland ist inspiriert von Dschungel- und Abenteuerthemen und orientiert sich an der Lego-Abenteuer-Produktreihe. Zu den Attraktionen zählen die Dschungel X-Pedition, eine Wasserfahrt mit Abfahrt und interaktiven Elementen, sowie Safari Tour, bei der Gäste in Jeep-förmigen Fahrzeugen an Lego-Tieren vorbeifahren. Der Bereich ist mit Lego-Modellen von Tieren und Dschungelszenen gestaltet.
| Bild | Name                 | Hersteller       | Typ               | Eröffnung |
| ---- | -------------------- | ---------------- | ----------------- | --------- |
|      | Abenteuer-Spielplatz | –                | Spielplatz        | 2002      |
|      | Affentheater         | –                | Show              | 2002      |
|      | Dschungel X-pedition | Intamin          | Log Flume         | 2002      |
|      | Kanu X-pedition      | ABC Rides        | Kinder-Kanu-Fahrt | 2005      |
|      | Safari Tour          | Metallbau Emmeln | Rundfahrt         | 2002      |

#### Land der Pharaonen
Der Themenbereich Land der Pharaonen ist dem alten Ägypten gewidmet und erstreckt sich über rund 10.700 Quadratmeter. Zu den Hauptattraktionen gehören die Pyramiden Rallye, bei der Gäste in Teams einen Brand am Pyramideneingang löschen, und die Wüsten X-kursion, eine Ballonfahrt, bei der Besucher fliegenden Mumien ausweichen. Die Tempel X-pedition bietet eine interaktive Schatzsuche mit Infrarotpistolen durch dunkle Tempelkammern. Der Bereich umfasst zudem die Fata Morgana Kitchen, die orientalische Pfannengerichte anbietet, und den Pharaonen Basar, wo personalisierte Souvenirs wie gravierte Namensschilder erhältlich sind.
| Name              | Hersteller       | Typ                   | Eröffnung |
| ----------------- | ---------------- | --------------------- | --------- |
| Pyramiden Rallye  | Metallbau Emmeln | Fire Rescue           | 2019      |
| Tempel X-pedition | Mack Rides       | Interactive Dark Ride | 2013      |
| Wüsten X-kursion  | RES              | Observation Tower     | 2019      |

#### Land der Piraten
Der Themenbereich Land der Piraten ist maritim gestaltet und orientiert sich an der Lego-Piraten-Produktreihe. Zu den Attraktionen zählen Käpt’n Nicks Piratenschlacht, eine interaktive Bootsfahrt, bei der Gäste mit Wasserpistolen gegeneinander antreten, und die Piratenschule, ein Rockin Tug von Zamperla. Der Bereich ist mit Lego-Modellen von Piratenschiffen und Schatzinseln dekoriert.
| Bild | Name                         | Hersteller | Typ                          | Eröffnung |
| ---- | ---------------------------- | ---------- | ---------------------------- | --------- |
|      | Käpt’n Nicks Piratenschlacht | Mack Rides | Boat Blaster / Splash Battle | 2007      |
|      | Nick’s Piratenschule         | Zamperla   | Rockin Tug                   | 2007      |
|      | Piraten-Spielplatz           | –          | Spielplatz                   | 2007      |

#### Lego Ninjago World
Der Themenbereich Lego Ninjago World im Legoland Deutschland in Günzburg erstreckt sich über 7.000 Quadratmeter und ist im Stil einer asiatischen Klosteranlage gestaltet. Hauptattraktion ist Lego Ninjago The Ride, eine interaktive 4D-Fahrt, bei der Gäste mit Handgesten virtuelle Gegner bekämpfen. Weitere Angebote umfassen Lloyd’s Spinjitzu Spinner für Drehbewegungen, Trainingsstationen wie Jays Reaktionstraining für Schnelligkeit, Coles Kletterwand für Kraft und Kais Balancer für Gleichgewicht. Die Ninja Kitchen bietet asiatische Speisen, und der Lego Ninjago Shop verkauft Produkte der Ninjago-Reihe.
| Name                      | Hersteller                 | Typ                      | Eröffnung |
| ------------------------- | -------------------------- | ------------------------ | --------- |
| Lego Ninjago The Ride     | Triotech / ART Engineering | Interactive 4D Dark Ride | 2017      |
| Lloyd’s Spinjitzu Spinner | Sunkid Heege               | Loopster                 | 2020      |

#### Lego X-Treme
Der Themenbereich Lego X-Treme ist auf Action und Geschwindigkeit ausgelegt. Hauptattraktion ist Das Große Lego Rennen, eine Wilde-Maus-Achterbahn des Herstellers Mack Rides, die ursprünglich als Projekt X bekannt war und 2018 umthematisiert wurde. Die 18 Meter hohe, 400 Meter lange Bahn mit Geschwindigkeiten bis zu 56 km/h erhielt eine Lego City-Rennwagen-Gestaltung mit neuen Dekorationen und Lego-Modellen. Weitere Attraktionen sind der Wellenreiter, ein Wasserfahrgeschäft mit Fontänen, und die Lego Studios mit 4D-Filmen wie Lego Ninjago oder Lego Friends Alien Invasion. Die Lego Akademie ermöglicht das Bauen von Lego-Modellen mit Diplomvergabe, und Legoland Atlantis by Sea Life zeigt eine Unterwasserwelt mit über 2.000 Fischen. Das Stars Grill House bietet Speisen, und das Lego Minifiguren Atelier erlaubt die Gestaltung individueller Minifiguren.
| Bild | Name                                         | Hersteller        | Typ                           | Eröffnung     | Schließung |
| ---- | -------------------------------------------- | ----------------- | ----------------------------- | ------------- | ---------- |
|      | Das Große Lego Rennen Project X -Teststrecke | Mack Rides        | Wilde Maus / Large Park       | 2018 Mai 2002 | –          |
|      | Lego Rebuild the World                       | Eigenkonstruktion | Workshop                      | 2002          | –          |
|      | Lego Racers Drome Racers                     | –                 | Autoscooter (Rundkurs)        | 2002          | 2007       |
|      | Lego Studios                                 | –                 | 4D-Kino                       | 2002          | –          |
|      | Legoland Atlantis by Sea Life                | Eigenkonstruktion | Schauaquarium                 | 2009          | –          |
|      | Techno Schleuder                             | Mack Rides        | Kaffeetassenfahrt             | 2002          | –          |
|      | Wellenreiter                                 | Zierer            | Jet Skis / Wild Water Rondell | 2002          | –          |

#### Lego Mythica
Der Themenbereich Lego Mythica, eröffnet am 25. März 2023, erstreckt sich über 1,2 Hektar und ist die größte und teuerste Erweiterung des Parks mit einer Investition von über 15 Millionen Euro. Er liegt zwischen dem Land der Pharaonen und der Königsburg des Legoland Feriendorfs und präsentiert eine Fantasiewelt mit 14 Lego -Modellen aus 1,5 Millionen Steinen, darunter ein Himmelslöwe, eine Wasserschlange und ein farbenfrohes Einhorn namens Bob. Hauptattraktion ist der Wingcoaster Maximus – Der Flug des Wächters, eine 17 Meter hohe Achterbahn mit Kopfüber-Elementen, die Fahrgäste ab 1,20 Metern Körpergröße mit bis zu 54 km/h durch Kurven wie Helix und Korkenzieher führt. Weitere Attraktionen umfassen die Fire & Ice Tower, zwei 13 Meter hohe Freefall-Türme, den LavaLand-Spielplatz mit Rutschen und Kletterelementen sowie die Mythica CreaZone, ein Kreativcenter zum Bauen eigener Lego-Kreaturen.
| Name                            | Hersteller           | Typ          | Eröffnung |
| ------------------------------- | -------------------- | ------------ | --------- |
| Maximus – Der Flug des Wächters | Bolliger & Mabillard | Wing Coaster | März 2023 |

### Shops
| Name                     | Beschreibung                                                      | Themenbereich               |
| ------------------------ | ----------------------------------------------------------------- | --------------------------- |
| Legoland Outlet          | Reduzierte Lego-Produkte                                          | Lego X-Treme                |
| Castle Shop              | Lego-Produkte zum Thema Ritter und Kostüme                        | Land der Ritter             |
| City Shop                | Größter Lego-Shop Deutschlands                                    | Eingangsbereich             |
| Hipp Baby Service        | Baby-Produkte und Dienstleistungen                                | Imagination – Duplo Village |
| Lego Boutique            | Bekleidungsgeschäft                                               | Eingangsbereich             |
| Lego Minifiguren Atelier | Lego Minifiguren zusammenstellen und gravieren                    | Eingangsbereich             |
| Lego Friends Shop        | Lego Shop für Mädchen                                             | Lego City                   |
| Lego Helden Shop         | Lego Shop mit Produkten zu Helden (z. B. Batman, Jurassic World)  | Land der Abenteuer          |
| Lego Fabrik              | Lego Einzelsteineverkauf                                          | Lego City                   |
| Lego Ninjago World       | Ninjago Produkte                                                  | Lego Ninjago World          |
| Pharaonen Basar          | Personalisierte Produkte                                          | Land der Pharaonen          |
| Photo Souvenirs          | Verkauf von Photos, welche zuvor bei Attraktionen verkauft wurden | Lego City                   |

### Gastronomie
| Name                         | Typ                        | Küche                   | Themenbereich      |
| ---------------------------- | -------------------------- | ----------------------- | ------------------ |
| Arena Café                   | Café                       | Eis, Crêpes             | Imagination        |
| Asia Chicken House           | Fast-Food-Restaurant       | Asiatisch               | Little Asia        |
| Café Ein Stein               | Café                       | Brotzeit, Desserts, Eis | Eingangsbereich    |
| City Restaurant – Markthalle | Selbstbedienungsrestaurant | Verschiedenes           | Lego City          |
| Dschungel Oase               | Fast-Food-Restaurant       | Hot-Dogs                | Land der Abenteuer |
| Eis Box                      | Eisdiele                   | Eis                     | Lego X-Treme       |
| Eis Station                  | Eisdiele                   | Eis                     | Lego City          |
| Fata Morgana Kitchen         | Fast-Food-Restaurant       | Orientalisch            | Land der Pharaonen |
| Kombüse                      | Fast-Food-Restaurant       | Waffeln                 | Land der Piraten   |
| Ninja Kitchen                | Fast-Food-Restaurant       | Wok-Gerichte            | Lego Ninjago World |
| Pizza Mania!                 | Selbstbedienungsrestaurant | Italienisch             | Imagination        |
| Prinz Eis’n Herz             | Eisdiele                   | Eis                     | Land der Ritter    |
| Schnitzel Depot              | Fast-Food-Restaurant       | Schnitzel               | Land der Abenteuer |
| Stars Grill House            | À-la-carte-Restaurant      | Burger                  | Lego X-Treme       |
| Waffelhütte                  | Fast-Food-Restaurant       | Waffeln, Eis            | Land der Abenteuer |
| Zum Ritterschmaus            | Fast-Food-Restaurant       | Bratwurst, Pommes       | Land der Ritter    |

### VIP Backstage Tour
Die VIP Backstage Tour bietet Gästen einen exklusiven Einblick hinter die Kulissen des Freizeitparks. Die Tour umfasst den Zugang zur Modellbau-Werkstatt, bevorzugten Zugang zu Attraktionen, persönliche Betreuung sowie weitere Vorteile wie kostenfreies Parken und ein Überraschungsgeschenk. Sie ist an regulären Öffnungstagen verfügbar und kostet 299 € pro Person, eine erweiterte Premium-Variante ist ab 329 € erhältlich.

## Peppa Pig Park
Der Peppa Pig Park, der am 19. Mai 2024 als zweiter eigenständiger Park des Resorts in unmittelbarer Nähe des Legolandes eröffnet wurde, ist ein Themenpark, der speziell für Vorschulkinder konzipiert ist. Die Planungen für den Park begannen im Oktober 2022, der Bau startete Mitte 2023. Mit einer Investition von etwa 30 Millionen Euro wurde der Park auf einer Fläche von 2,2 Hektar errichtet, einschließlich Parkplatz. Die Eröffnung fand am 19. Mai 2024 statt. Der Park ist eigenständig und keine Erweiterung des benachbarten Legolands, profitiert jedoch von der Nähe zu diesem.
Der Peppa Pig Park bietet eine Vielzahl von kindgerechten Attraktionen, die auf der Welt von Peppa Wutz basieren. Zu den Attraktionen zählen:
- Papa Wutz’ Achterbahn: Eine sanfte Achterbahn für kleine Kinder (Mindesthöhe: 95 cm).
- Peppas Ballonfahrt: Eine Heißluftballon-Attraktion mit Blick über den Park (Mindesthöhe: 130 cm ohne Erwachsene).
- Herr Bulles Hau-den-Lukas
- Opa Kläffs Piratenschifffahrt: Eine Bootsfahrt für Familien.
- Opi Mümmels Dino Abenteuer: eine Dino-Reise entlang Vulkanen
- Opa Kläffs Piratenschifffahrt: Boots-Attraktion

Weitere Spielplätze wie Peppas Baumhaus, Schorschs Burg und Opa Kläffs Sandspielplatz ergänzen das Angebot. Einige Attraktionen, wie die Ballonfahrt, sind rollstuhlgerecht gestaltet.

## Legoland Feriendorf

Feriendorf
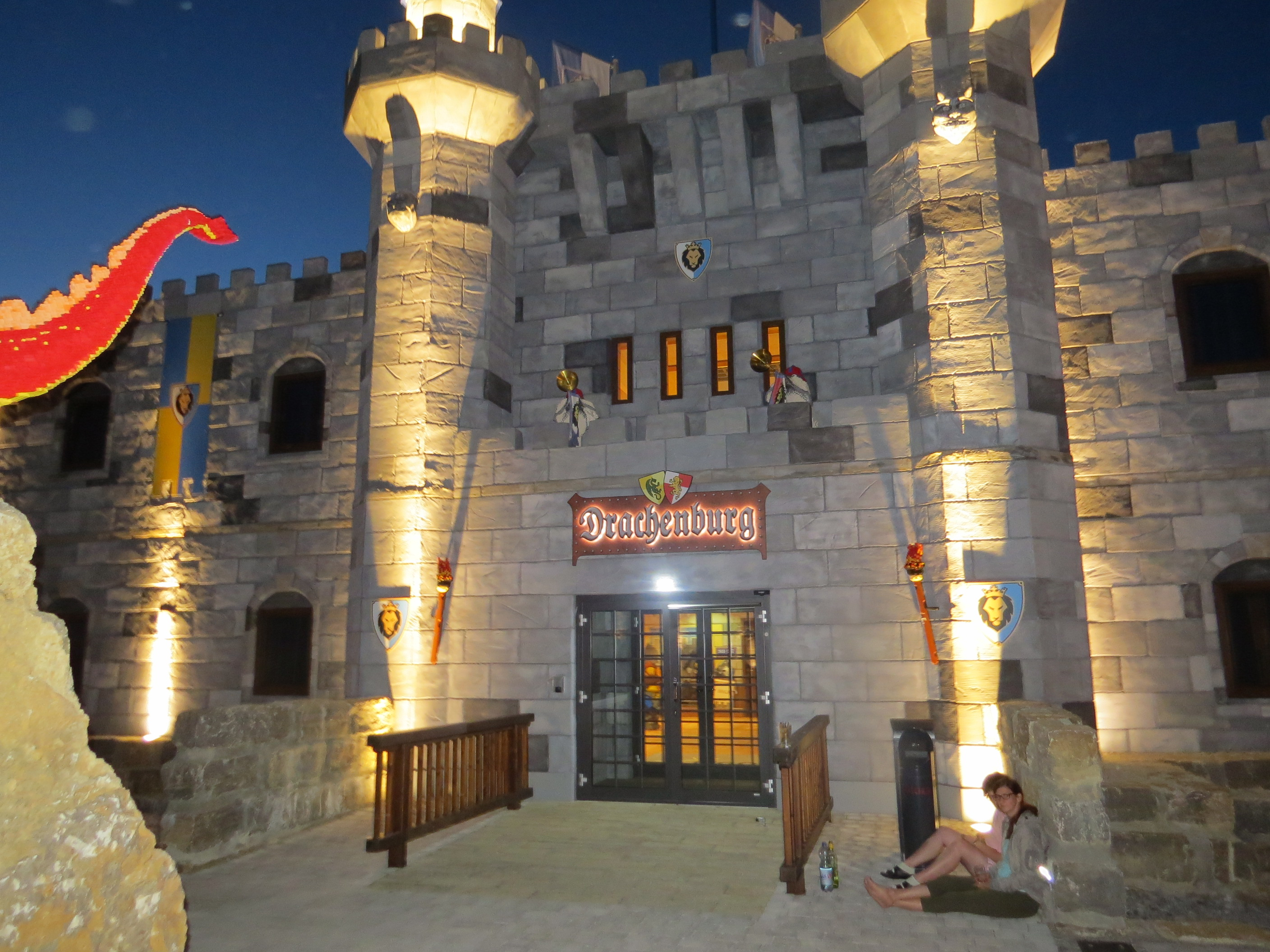
Drachenburg
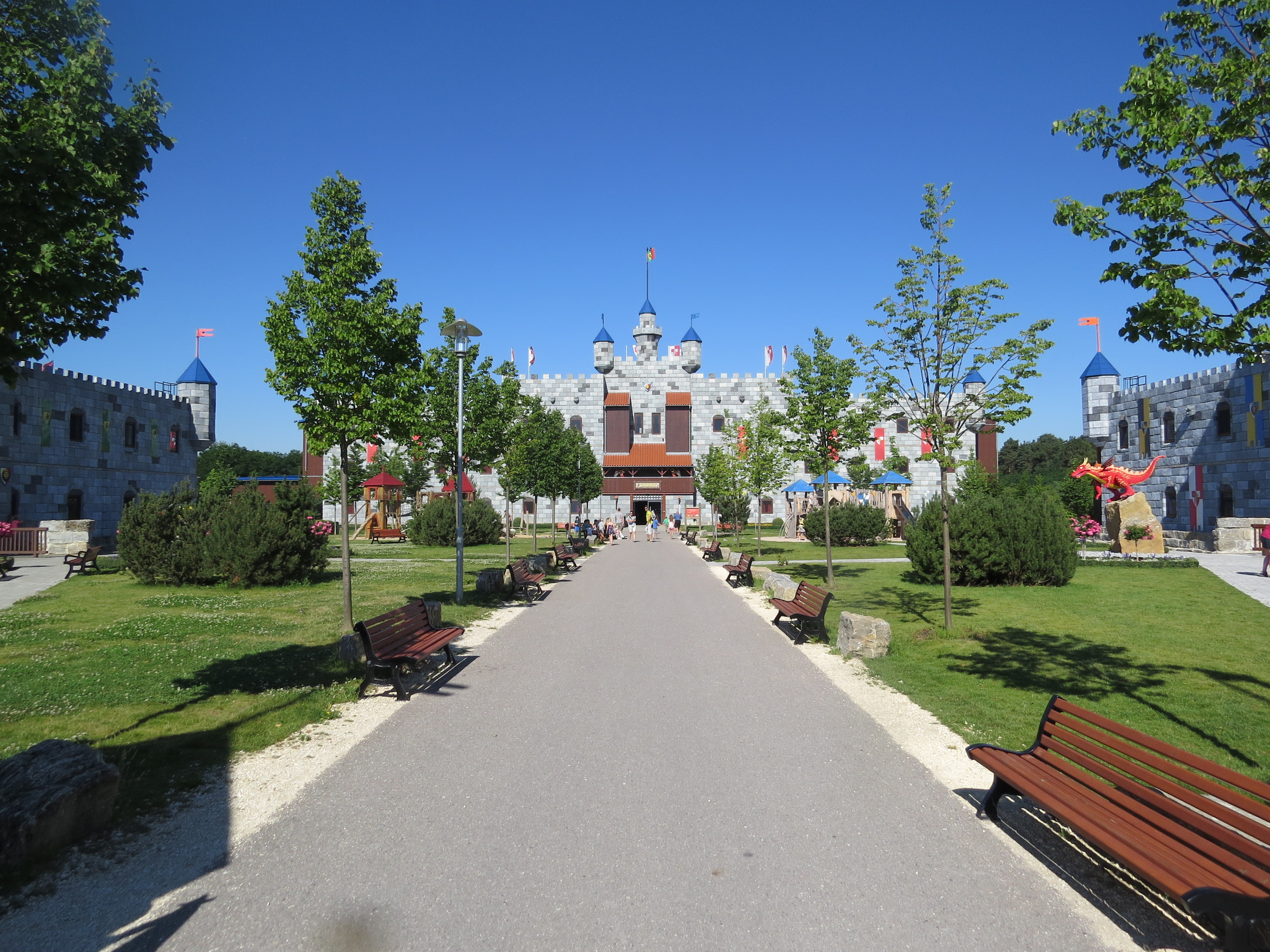
Königsburg
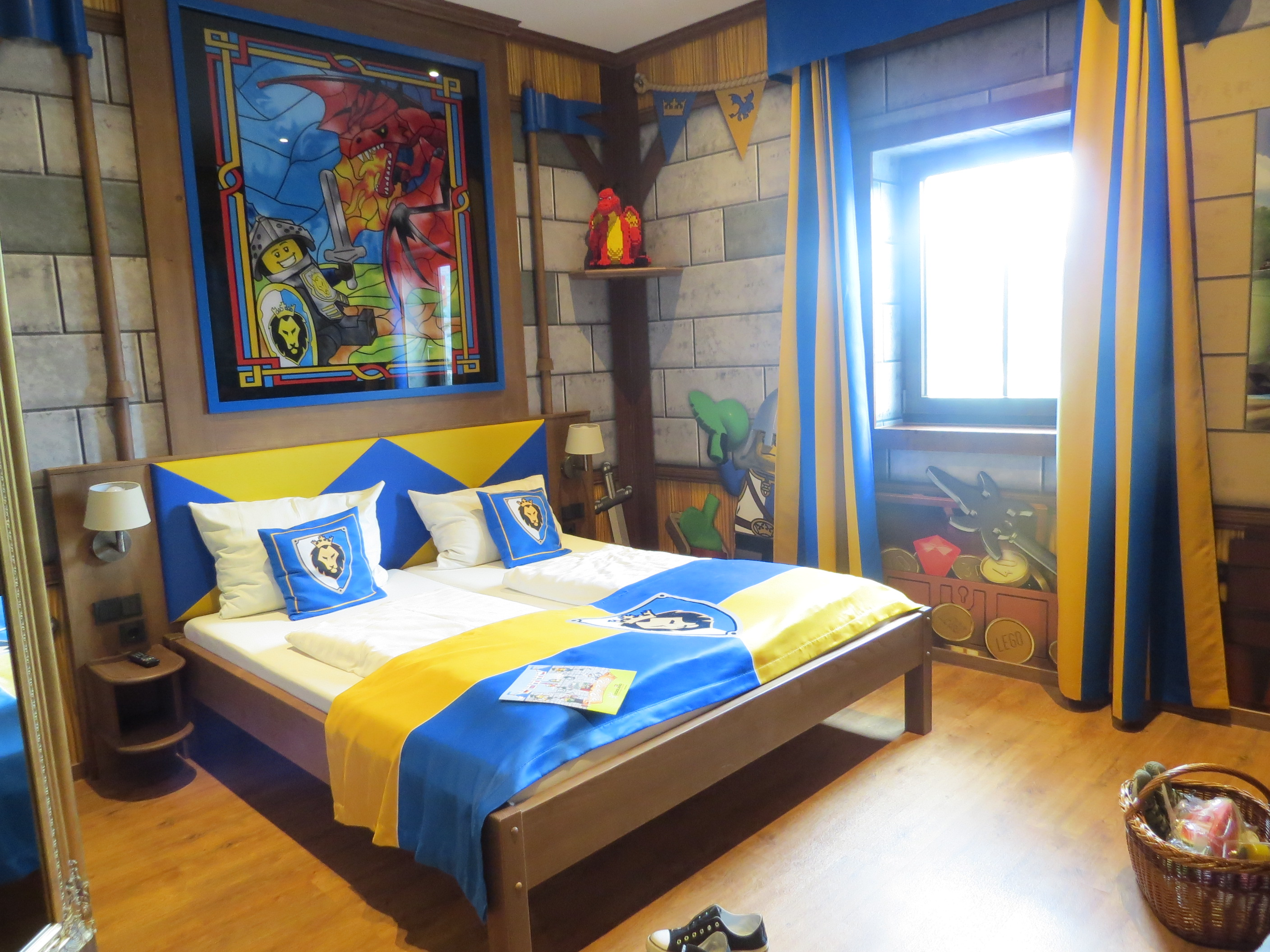
Hotelzimmer
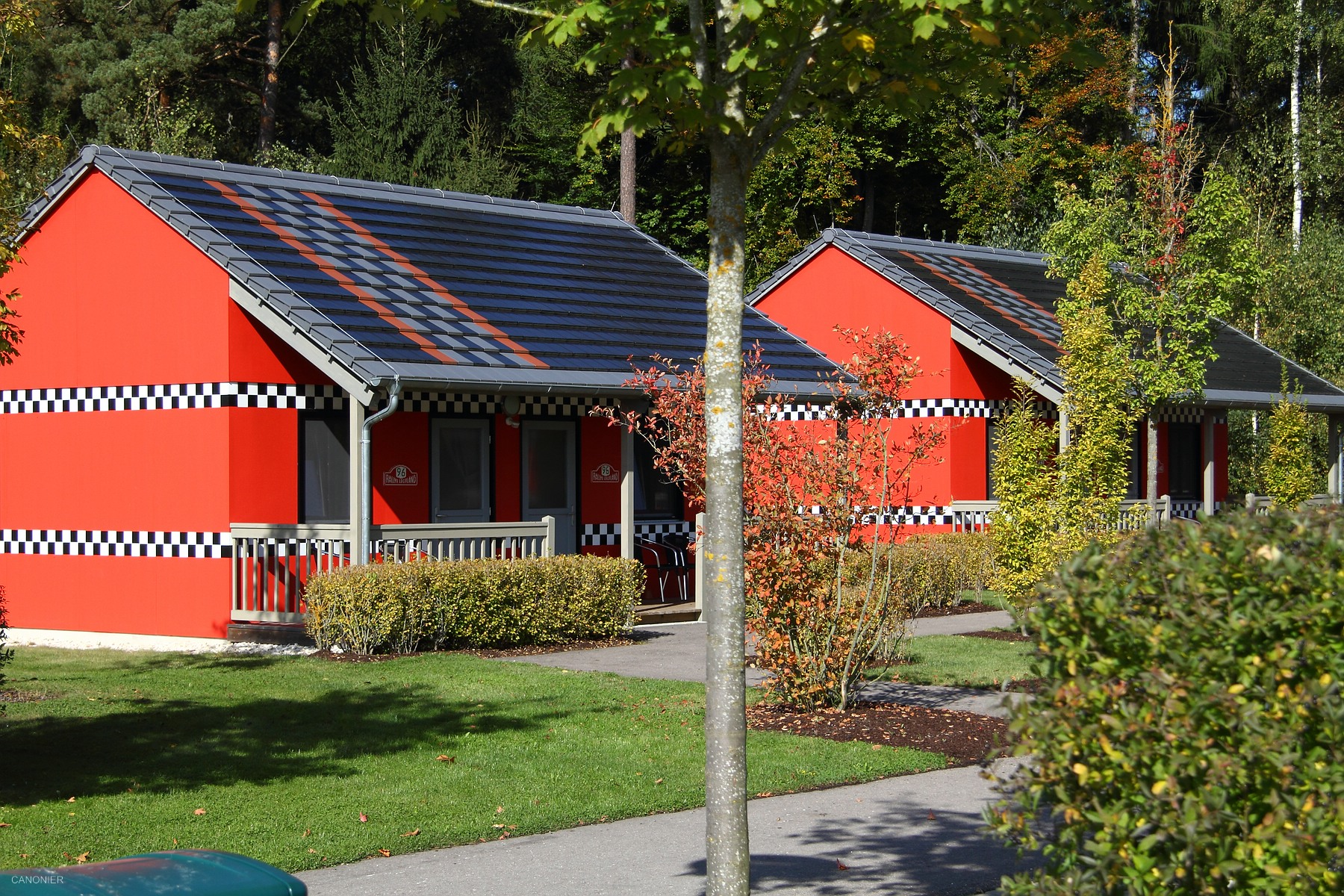
Ferienhäuser

Am 18. Juli 2008 eröffnete das Legoland Deutschland nach sieben Monaten Bauzeit das Legoland Feriendorf östlich des Freizeitparks. Das Feriendorf bestand zunächst aus 45 Ferienhäusern, einem Caravan-Stellplatz, einem Zentralgebäude mit Restaurant und Spielplätzen. Im Jahr 2011 folgten neue Themenzimmer und ab 2013 kamen drei neue Hotel-Burgen und 39 Campingfässer hinzu. Die größte Investition des Feriendorfes kam im Jahr 2018 hinzu. Für 26,6 Millionen Euro wurde das Pirateninsel-Hotel erbaut. Die Gesamtkapazität des Legoland-Feriendorfs inklusive Campingplatz beträgt insgesamt 2836 Gäste.
Seit der Eröffnung des Freizeitparks sind die Übernachtungszahlen bei den externen Günzburger Unterkünften um mehr als 80 Prozent gestiegen. Mit ausgewählten Unterkünften in Günzburg und Umgebung hat das Legoland Deutschland Kontingentverträge geschlossen.

### Unterkünfte
Folgende Übernachtungsmöglichkeiten bietet das Legoland-Feriendorf an:
- Pirateninsel-Hotel (142 Zimmer)
- Burgen
  - Königsburg (68 Zimmer)
  - Drachenburg (34 Zimmer)
  - Ritterburg (34 Zimmer)
- Ferienhäuser (72 Zimmer)
- Ninjago Quartier (72 Zimmer)
- Campingfässer (39 Zimmer)
- Camping-Platz
- Legoland Waldabenteuer Lodge (80 Zimmer)

Der Check-In erfolgt in der zentralen Rezeption, welche mit dem Bau des Pirateninsel-Hotels im Jahr 2018 verlegt und vergrößert wurde.

### Restaurants und Geschäfte
- Restaurant Piraten Taverne & Schmuggler Bar
- Restaurant Zur Tafelrunde & Königsschänke
- Dschungel Buffet Restaurant (All-you-can-eat-Buffet)
- Hungriger Bär
- Steak House Restaurant
- Feriendorf Shop

(Quelle: )

### Unterhaltung im Feriendorf
- Piraten Golf[61]
- Bowling Center[62]
- Hochseilgarten[63]
- Spielplätze[64]

### Nicht mehr bestehende Attraktionen
- Virtual Reality Lego Rennen[65]
- Heißluftballonfahrt[66]

### VIP-Paket für Übernachtungsgäste
Das Legoland VIP-Paket für Übernachtungsgäste bietet Vorteile wie zweitägigen „Ride Priority Access“ ohne Wartezeiten, einen VIP-Ausweis, 20 % Rabatt auf Coca-Cola Refresh & Refill Becher, 10 % Ermäßigung im City Shop, ein bedruckbares Souvenir-T-Shirt, eine selbst gestaltbare Minifigur im Lego Minifiguren Atelier, einen exklusiven VIP-Sammelstein sowie für Kinder ein altersgerechtes Lego Set und ein Plüschtier.

## Besucherzahlen
Im Eröffnungsjahr lagen die Erwartungen des Lego-Konzerns bei 1,5 bis 2 Millionen Gästen. Diese Erwartungen konnten aber nicht befriedigt werden. Bis zum Jahr 2005 pendelten sich die Zahlen bei rund 1,3 Millionen Gästen pro Jahr ein. Das Legoland Deutschland hält sich allgemein bedeckt bei der Bekanntgabe von Besucherzahlen. Dennoch wurde im AECOM-Them-Index bekannt gegeben, dass sich die Zahl der Besucher im Jahr 2018 bei 1,65 Millionen Gästen belief. Die im Jahr 2002 von John Jakobsen erwünschte Besucherzahl von 2 Millionen Gästen konnte laut AECOM bisher nur im Jahr 2017 erreicht werden.
| 2002      | 2003      | 2017      | 2018      | 2019      | 2020    | 2021    | 2022      | 2023      |
| --------- | --------- | --------- | --------- | --------- | ------- | ------- | --------- | --------- |
| 1.330.000 | 1.300.000 | 2.150.000 | 1.650.000 | 1.700.000 | 750.000 | 900.000 | 1.500.000 | 1.575.000 |

## Winteröffnung
In den Jahren 2002 und 2003 eröffnete das Legoland auch an Winterwochenenden. Je nach Wetterlage konnten neben den Indoor-Attraktionen auch die Fahrattraktionen im Außenbereich zu vergünstigten Eintrittspreisen benutzt werden. Seit der Saison 2003 hatte der Freizeitpark keine Winteröffnung mehr.
Seit dem Jahr 2010 öffnet das Legoland-Feriendorf während der Winterpause des Freizeitparks. Es wird während der Winteröffnung ein umfangreiches gastronomisches und unterhaltendes Programm geboten. Mittelfristig wird von Merlin Entertainments geplant, den Freizeitpark ganzjährig zu öffnen.
Ende 2023 und Anfang 2024 hatte das Legoland wieder eine Winteröffnung unter dem Namen „WinterWonder Legoland“. Da es im Folgejahr ebenfalls wieder Winteröffnungen gab, wird es voraussichtlich ab sofort regelmäßig stattfinden.

## Verkehr

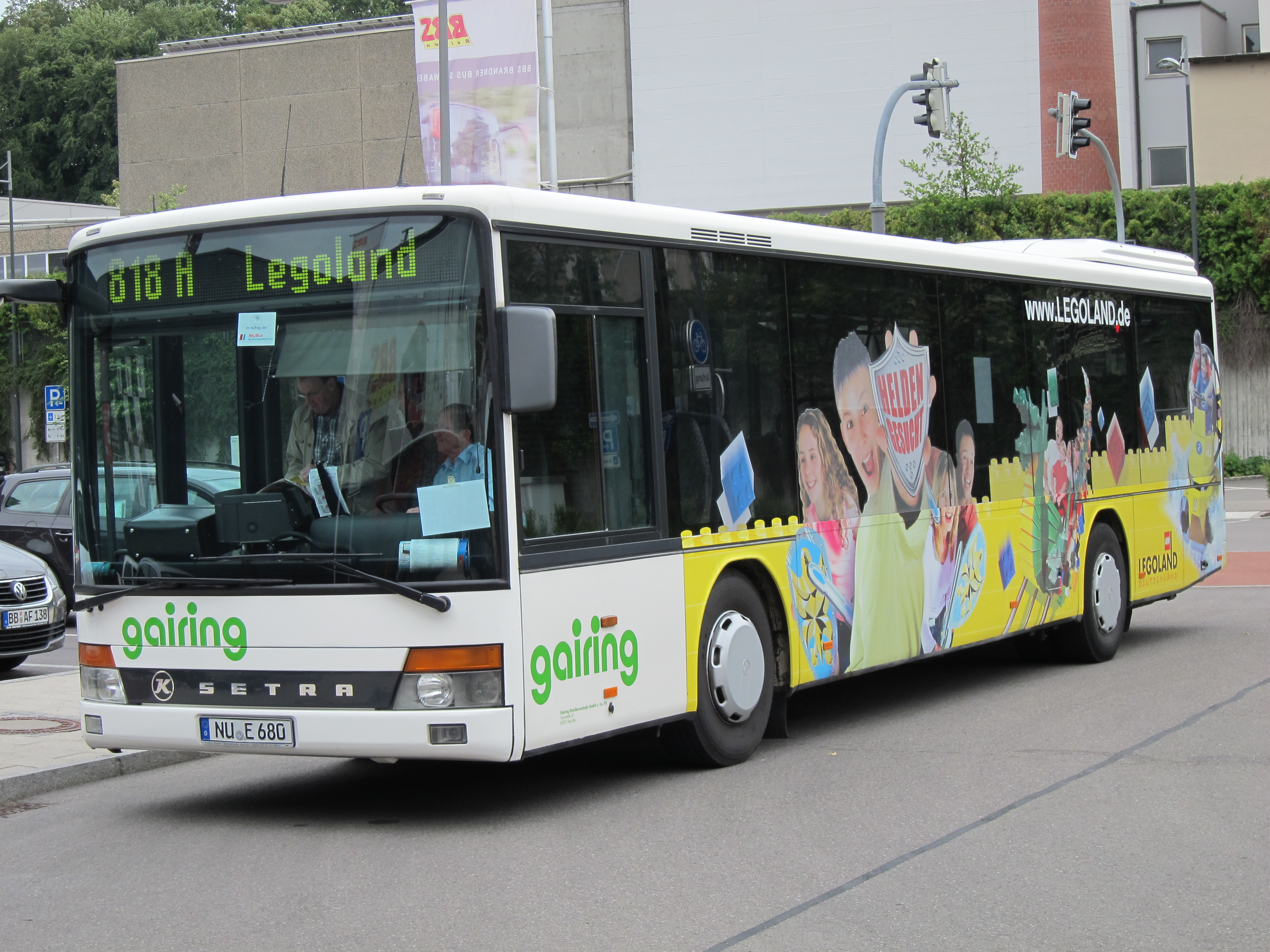
Buslinie, welche das Legoland und den Bahnhof Günzburg verbindet.

Das Legoland Deutschland Resort liegt im bayrischen Günzburg zwischen Augsburg und Ulm auf der südlichen Seite der Bundesautobahn 8. Das Resort wurde an der Autobahn-Anschlussstelle Günzburg gebaut. Über die B16 ist das Resort an die A8 angebunden.
Der nächstgelegene Bahnhof ist der Bahnhof Günzburg, von dort verkehren Regionalzüge Richtung Ulm, Augsburg, Regensburg und Mindelheim. Zudem verkehren an diesem Bahnhof ICE- und IC-Züge. Zwischen dem Bahnhof Günzburg und dem Legoland Haupteingang sowie dem Legoland-Feriendorf verkehrt mehrmals täglich ein Bus.

## Flächenangaben
| Legoland Freizeitpark | 17 ha   |
| Peppa Pig Park        | 3,2 ha  |
| Feriendorf            | 22,5 ha |
| Infrastruktur         | 7 ha    |
| Parkplatz             | 11,5 ha |
| Natur / Unbebaut      | 63,8 ha |
| Gesamt                | 125 ha  |

Daten von Bayern Atlas, Stand 7. August 2024

## Bisher nicht realisierte Projekte

### Vision 2020
Die „Vision 2020“ des Legoland Deutschland Resorts umfasste mehrere strategische, teilweise umgesetzte, Erweiterungen und Verbesserungen, um das Besuchererlebnis zu steigern und neue Zielgruppen anzusprechen. Zu den bisher nicht umgesetzten Komponenten dieser Vision gehören:

#### Indoor-Wasserpark
Das Legoland Deutschland Resort plant seit 2013 den Bau eines großen Indoor-Wasserparks im Bereich des Feriendorfes, dessen Kosten im zweistelligen Millionenbereich liegen sollen. Ehemaliger Geschäftsführer Hans Aksel Pedersen bestätigte, dass das Projekt einen Wasserspielplatz mit interaktiven Wasserspielen, Rutschen und einem Brandungswellenbad umfassen könnte.

#### Luxushotel
Weiterhin gibt es Pläne, ein Luxushotel im Bereich des Feriendorfes zu errichten. Den Änderungsanträgen zum Bebauungsplan wurde für dieses Projekt bereits 2014 zugestimmt. Die Investition würde sich auf 30 Millionen Euro belaufen.

### Lego Movie World
Im Jahresbericht 2018 von Merlin Entertainments wurde eine Umsetzung der Lego Movie World in allen Legoländern weltweit angekündigt.

## Zwischenfälle
Am 28. Mai 2021 kam es im geschlossenen Park zu einem Zwischenfall im Hochseilgarten des Feriendorfs. Ein zehnjähriges Mädchen stürzte von einem Kletterturm des Hochseilgartens aus sechs Metern Höhe. Das Kind musste mit einem Rettungshubschrauber in ein Krankenhaus geflogen werden, erlitt aber nur leichte Verletzungen. Das Kind gehörte zur Familie des externen Betreibers des Hochseilgartens und durfte deshalb auch bei geschlossener Anlage klettern. Der Unfall passierte aufgrund eines Fehlers des Mädchens.
Am 11. August 2022 stießen zwei Züge der Achterbahn Feuerdrache vor dem Bahnhofsbereich zusammen. Bei dem Unfall wurden 31 Menschen verletzt, einer davon schwer. 16 Personen wurden in Krankenhäuser transportiert, 15 davon nach einer Untersuchung wieder entlassen. Bei den Verletzten handelte es sich um zehn Kinder, einen Jugendlichen und 20 Erwachsene. Nach einer Überprüfung vom TÜV und der Dekra konnte die Bahn am 6. Oktober 2022 wieder freigegeben werden. Die Ursache des Unfalls war laut einem Gutachten menschliches Versagen. Es liefen mehrere Ermittlungen gegen Verantwortliche des Parks.

## Legoland Sierksdorf
Von 1973 bis 1976 gab es bereits ein deutsches Legoland: Der Park in Sierksdorf an der Ostsee öffnete am 1. Juni 1973 als Kooperation eines regionalen Unternehmens mit dem Lego-Konzern. Er präsentierte Lego-Modelle aus 28 Millionen Steinen. Wegen geringer Besucherzahlen schloss das Legoland nach wenigen Jahren wieder. Der Freizeitpark wurde verkauft, umkonzeptioniert und als Hansaland, heute Hansa-Park, im Mai 1977 eröffnet.

## Medien
- Bayerischer Rundfunkt: Modellbauer im Legoland: Der Kindheitstraum wird zum Beruf. 31. August 2020, abgerufen am 14. April 2025.
- Kabel Eins Doku: Schuften für den großen Spaß. 3. Februar 2017, abgerufen am 14. April 2025.